# Lista över trafikplatssignaturer i det svenska järnvägsnätet

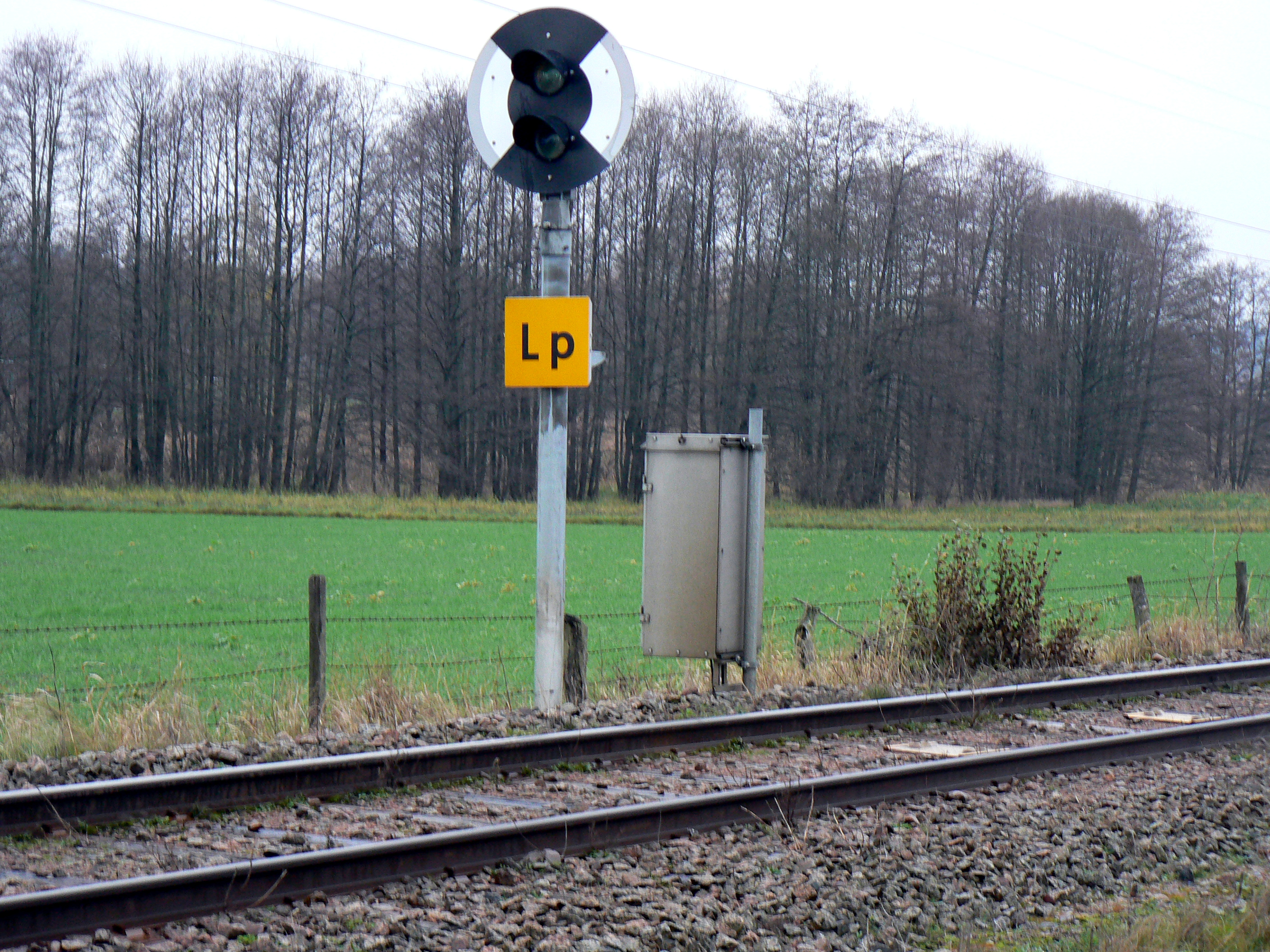
Lp för Linköpings central.

Detta är en alfabetisk lista över trafikplatssignaturer i det svenska järnvägsnätet. Om inte annat anges, tillhör respektive trafikplats Trafikverkets linjenät. Även signaturer på spårvägen Lidingöbanan av historiska skäl, den var tidigare formellt en järnväg.
Listan är ej komplett och är en blandning av aktuella och inaktuella trafikplatssignaturer. 

## A
| Sign | Namn                   | Typ                    | Anmärkning             |
| ---- | ---------------------- | ---------------------- | ---------------------- |
| A    | Anten                  | Station                | Anten–Gräfsnäs Järnväg |
| A    | Alingsås               | Driftplats             |                        |
| Aal  | Annedal                | Linjeplats             |                        |
| Ab   | Arbrå                  | Driftplats             |                        |
| Acm  | Avesta centrum         | Hållplats              |                        |
| Aem  | Alphem                 | Linjeplats             |                        |
| Aft  | Alfta                  | Linjeplats             |                        |
| Ag   | Anneberg               | Hållplats              |                        |
| Aga  | AGA                    | Station                | Lidingöbanan           |
| Agb  | Agnesberg              | Driftplats             |                        |
| Agg  | Algutsgården           | Driftplats             |                        |
| Ahm  | Aleholm                | Driftplats             |                        |
| Ahy  | Asphyttan              | Linjeplats             |                        |
| Ajo  | Avvakajjo              | Hållplats              | Inlandsbanan AB        |
| Ajr  | Arvidsjaur             | Driftplats             | Inlandsbanan AB        |
| Ak   | Abisko östra           | Driftplats             |                        |
| Akk  | Akkavare               | Linjeplats             |                        |
| Akm  | Ankarsrum              | Driftplats             | FAS                    |
| Akt  | Abisko turiststation   | Hållplats              |                        |
| Al   | Arlöv                  | Driftplats             |                        |
| Alg  | Almunge                | Station                | ULJ                    |
| Alh  | Alvhem                 | Driftplats             |                        |
| Ali  | Arlövs industrispår    | Linjeplats             |                        |
| Alp  | Altorp                 | Station                | Roslagsbanan           |
| Alv  | Astrid Lindgrens värld | Hållplats              |                        |
| Am   | Almedal                | Driftplats             |                        |
| Amk  | Arnemark               | Driftplats             |                        |
| An   | Arvån                  | Linjeplats             |                        |
| Any  | Aneby                  | Hållplats              |                        |
| Anö  | Anundsjö               | Driftplats             |                        |
| Ap   | Aspeå                  | Driftplats             |                        |
| Apd  | Aplared                | Linjeplats             |                        |
| Apn  | Aspen                  | Hållplats              |                        |
| Apo  | Apokätno               | Hållplats              | Inlandsbanan AB        |
| Apt  | Aptas                  | Driftplats             |                        |
| Ar   | Arvika station         | Driftplats             |                        |
| Ara  | Arnäsvall              | Driftplats i system E2 |                        |
| Arb  | Arboga station         | Driftplats             |                        |
| Are  | Arninge                | Station                | Roslagsbanan           |
| Arl  | Arelid                 | Hållplats              | Anten–Gräfsnäs Järnväg |
| Arn  | Arlanda                | Driftplats             | A-train                |
| Arnc | Arlanda C              | Driftplatsdel          | A-train                |
| Arne | Arlanda nedre          | Driftplatsdel          | A-train                |
| Arnn | Arlanda norra          | Driftplatsdel          | A-train                |
| Arns | Arlanda södra          | Driftplatsdel          | A-train                |
| Asb  | Assberg                | Linjeplats             |                        |
| Asd  | Aspedalen              | Hållplats              |                        |
| Asg  | ASG                    | Linjeplats             |                        |
| Aska | Aska                   | Station                | WFJ                    |
| Atp  | Attarp                 | Driftplats             |                        |
| Auk  | Auktsjaur              | Linjeplats             | Inlandsbanan AB        |
| Av   | Alvesta                | Driftplats             |                        |
| Ava  | Avaviken               | Linjeplats             | Inlandsbanan AB        |
| Avk  | Almvik                 | Hållplats              |                        |
| Avky | Avesta Krylbo          | Driftplats             |                        |
| Ax   | Axmarby                | Driftplats             |                        |
| Ay   | Alby                   | Driftplats             |                        |
| Aä   | Alväng                 | Driftplats             |                        |
| Aö   | Aronsjölid             | Linjeplats             | Inlandsbanan AB        |

## B
| B    | Björnlunda              | Driftplats                                                          |                        |
| B    | Bärby                   | Station                                                             | ULJ                    |
| Baa  | Barkåkra                | Linjeplats                                                          |                        |
| Bad  | Badsta                  | Hållplats                                                           |                        |
| Bag  | Baggeby                 | Station                                                             | Lidingöbanan           |
| Baö  | Backsjön                | Driftplats                                                          |                        |
| Bb   | Brobacka                | Hållplats                                                           | Anten–Gräfsnäs Järnväg |
| Bbe  | Blyberg                 | Linjeplats                                                          |                        |
| Bda  | Blidstena               | Hållplats                                                           |                        |
| Bdb  | Badabruk                | Hållplats                                                           |                        |
| Bdf  | Bodafors                | Hållplats                                                           |                        |
| Bdl  | Bäckedal                | Hållplats                                                           | Inlandsbanan AB        |
| Bdn  | Boden central           | Driftplats                                                          |                        |
| Bdo  | Broddbo                 | Driftplats                                                          |                        |
| Bds  | Bodens södra            | Driftplats                                                          |                        |
| Bdy  | Bredaryd                | Hållplats                                                           |                        |
| Bdö  | Bodarsjön               | Hållplats                                                           | Inlandsbanan AB        |
| Be   | Backe                   | Linjeplats                                                          |                        |
| Bef  | Bengtsfors              | Driftplats                                                          |                        |
| Beg  | Bergsgården             | Linjeplats                                                          |                        |
| Bf   | Brunflo                 | Driftplats                                                          |                        |
| Bfa  | Bultfabriken            | Bangårdsområde                                                      |                        |
| Bfo  | Billingsfors            | Driftplats                                                          |                        |
| Bfs  | Bergfors                | Driftplats                                                          |                        |
| Bg   | Berga                   | Driftplats                                                          |                        |
| Bgd  | Brogården               | Linjeplats                                                          |                        |
| Bgm  | Berghem                 | Hållplats                                                           |                        |
| Bgs  | Bryngenäs               | Driftplats                                                          |                        |
| Bgv  | Bälgviken               | Driftplats                                                          |                        |
| Bhb  | Bräkne-Hoby             | Driftplats                                                          |                        |
| Bhs  | Bohus                   | Driftplats                                                          |                        |
| Bia  | Birsta                  | Linjeplats                                                          |                        |
| Bib  | Billeberga              | Driftplats                                                          |                        |
| Bid  | Björnidet               | Hållplats                                                           | Inlandsbanan AB        |
| Bih  | Billesholm              | Driftplats                                                          |                        |
| Bj   | Björna                  | Driftplats                                                          |                        |
| Bja  | Bjästa                  | Driftplats i system E2                                              |                        |
| Bjb  | Björneborg              | Driftplats                                                          |                        |
| Bjf  | Bjørnfjell              | Norsk driftplats med försignal i Sverige Koden används i linjeboken |                        |
| Bjh  | Bjurhem                 | Driftplats                                                          |                        |
| Bjm  | Bjärnum                 | Linjeplats                                                          |                        |
| Bjn  | Björnkulla              | Driftplats                                                          |                        |
| Bjo  | Björketorp              | Hållplats                                                           |                        |
| Bjst | Björkstugan             | Hållplats                                                           |                        |
| Bjuv | Bjuv                    | Driftplats                                                          |                        |
| Bjy  | Björköby                | Hållplats                                                           |                        |
| Bjö  | Björnsjö                | Driftplats                                                          |                        |
| Bkb  | Barkarby                | Driftplats                                                          |                        |
| Bkbö | Barkarby östra          | Hållplats                                                           |                        |
| Bl   | Ballingslöv             |                                                                     |                        |
| Blby | Bollsbyn                | Hållplats                                                           |                        |
| Bld  | Blädinge station        | Driftplats                                                          |                        |
| Blg  | Borlänge rangerbangård  | Bangårdsområde                                                      |                        |
| Blgc | Borlänge centralstation | Driftplats                                                          |                        |
| Blgt | Bleviksberget           | Linjeplats                                                          |                        |
| Bln  | Björkliden              | Driftplats                                                          |                        |
| Blv  | Burlöv                  | Hållplats                                                           |                        |
| Blä  | Blägda                  | Hållplats                                                           | FAS                    |
| Bma  | Blomstermåla            | Driftplats                                                          |                        |
| Bmb  | Blomberg                | Hållplats                                                           |                        |
| Bml  | Bromölla                | Driftplats                                                          |                        |
| Bmo  | Båramo                  | Driftplats                                                          |                        |
| Bn   | Bollnäs                 | Driftplats                                                          |                        |
| Bn   | Bors norra              | Driftplats                                                          |                        |
| Bna  | Brunna                  | Driftplats                                                          |                        |
| Bnk  | Blattnicksele           | Hållplats                                                           | Inlandsbanan AB        |
| Boa  | Borgstena               | Linjeplats                                                          |                        |
| Bod  | Bodal                   | Station                                                             | Lidingöbanan           |
| Boda | Boda                    | Driftplats                                                          |                        |
| Bof  | Bofors                  | Driftplats                                                          |                        |
| Bog  | Bodaborg                | Hållplats                                                           |                        |
| Bogr | Borgens grusgrop        | Linjeplats                                                          |                        |
| Bom  | Bomansberget            | Driftplats                                                          |                        |
| Bop  | Botorp                  | Linjeplats                                                          | Otrafikerad            |
| Bor  | Bor                     | Driftplats                                                          |                        |
| Born | Born                    | Linjeplats                                                          | Inlandsbanan AB        |
| Boy  | Bollebygd               | Linjeplats                                                          |                        |
| Bp   | Brännarp                | Driftplats                                                          |                        |
| Br   | Bergsbrunna             | Hållställe                                                          |                        |
| Bra  | Brista                  | Driftplats                                                          |                        |
| Brd  | Brännland               | Driftplats                                                          |                        |
| Brdb | Brännlandsberget        | Linjeplats                                                          |                        |
| Bre  | Bränninge               | Driftplats                                                          |                        |
| Brg  | Brännberg               | Driftplats                                                          |                        |
| Brh  | Brattheden              | Driftplats                                                          |                        |
| Brin | Brinellskolan           | Hållställe                                                          |                        |
| Brk  | Brokind                 | Hållplats                                                           |                        |
| Brl  | Brålanda                | Driftplats                                                          |                        |
| Brn  | Brånan                  | Linjeplats                                                          | Inlandsbanan AB        |
| Bro  | Bro                     | Driftplats                                                          |                        |
| Brs  | Brattsbacka             | Driftplats                                                          |                        |
| Bry  | Bankeryd                | Driftplats                                                          |                        |
| Brö  | Bredsjö                 | Hållplats                                                           |                        |
| Bs   | Borås                   | Driftplats                                                          |                        |
| Bsa  | Brastad                 | Linjeplats                                                          |                        |
| Bsb  | Bensjöbacken            | Driftplats                                                          |                        |
| Bsc  | Borås central           | Driftplatsdel                                                       |                        |
| Bsg  | Bispgården              | Driftplats                                                          |                        |
| Bsk  | Bollstabruk             | Hållplats                                                           |                        |
| Bsp  | Bestorp                 | Hållplats                                                           |                        |
| Bst  | Bastuträsk              | Driftplats                                                          |                        |
| Bsä  | Bjärka Säby             | Driftplats                                                          |                        |
| Bsö  | Borås övre              | Bangårdsområde                                                      |                        |
| Bt   | Baggetorp               | Driftplats                                                          |                        |
| Bt   | Bengtstorp              | Hållplats                                                           | NBVJ                   |
| Bta  | Björktomta              | Hållplats                                                           |                        |
| Btb  | Brattby                 | Driftplats                                                          |                        |
| Btg  | Bratteborg              | Hållplats                                                           |                        |
| Bth  | Basthagen               | Hållplats                                                           |                        |
| Btp  | Biskopstorp             | Driftplats                                                          |                        |
| Btå  | Betåsen                 | Linjeplats                                                          |                        |
| Bu   | Brunsbergstunneln       | Linjeplats                                                          |                        |
| Bud  | Buddbyn                 | Driftplats                                                          |                        |
| Buk  | Brunsberg               | Hållplats                                                           |                        |
| Bur  | Buresjön                | Hållplats                                                           | Inlandsbanan AB        |
| But  | Buterud                 | Hållplats                                                           |                        |
| Bva  | Barva                   | Driftplats                                                          |                        |
| Bvi  | Brevik                  | Station                                                             | Lidingöbanan           |
| Bvr  | Blackvreten             | Driftplats                                                          |                        |
| Bvrn | Blackvretens norra      | Linjeplats                                                          |                        |
| Bvrs | Blackvretens södra      | Linjeplats                                                          |                        |
| Bvv  | Bråvallavägen           | Hållplats                                                           | Roslagsbanan           |
| Bx   | Boxholm                 | Driftplats                                                          |                        |
| By   | Byvalla                 | Driftplats                                                          |                        |
| Byhd | Byheden                 | Hållplats                                                           |                        |
| Bym  | Byarum                  | Hållplats                                                           |                        |
| Byä  | Byälven                 | Linjeplats                                                          |                        |
| Bz   | Bruzaholm               | Hållplats                                                           |                        |
| Båa  | Bergåsa                 | Hållställe                                                          |                        |
| Båak | Bergåsa                 | Hållställe                                                          |                        |
| Bål  | Bålsta                  | Driftplats                                                          |                        |
| Bån  | Båstad norra            | Driftplats, annonseras Båstad                                       |                        |
| Båp  | Brågarp                 | Linjeplats                                                          |                        |
| Båä  | Bårnäs                  | Hållplats                                                           |                        |
| Bä   | Bräcke                  | Driftplats                                                          |                        |
| Bäb  | Bäckebron               | Driftplats                                                          |                        |
| Bäf  | Bäckefors               | Driftplats                                                          |                        |
| Bäl  | Bällsta                 | Station                                                             | Roslagsbanan           |
| Bög  | Brännögård              | Linjeplats                                                          |                        |
| Bök  | Björkhult               | Hållplats                                                           |                        |
| Bön  | Bodsjön                 | Driftplats                                                          |                        |
| Böo  | Björbo                  | Driftplats                                                          |                        |
| Böp  | Brösarp                 | Driftplats                                                          | Skånska Järnvägar      |
| Bös  | Brösarp södra           | Övrig plats                                                         | Skånska Järnvägar      |

## C
| Cas  | Callans såg               | Linjeplats |                      |
| Cev  | Centralvägen              | Hållplats  | Lidingöbanan Nedlagd |
| Cg   | Charlottenbergs station   | Driftplats |                      |
| Cggr | Charlottenberg riksgräns  | Gränspunkt |                      |
| Ck   | Karlskrona central        | Driftplats |                      |
| Cl   | Christinelund             | Hållplats  | NBVJ                 |
| Cr   | Kristianstads central     | Driftplats |                      |
| Crgb | Kristianstads godsbangård | Driftplats |                      |
| Crs  | Kristianstads södra       | Linjeplats |                      |
| Crt  | Kristianstad Tivoliparken | Linjeplats |                      |
| Cst  | Stockholms central        | Driftplats |                      |
| Cst  | Stockholm                 | Driftplats |                      |

## D
| Sign | Namn                 | Typ                        | Anmärkning                  |
| ---- | -------------------- | -------------------------- | --------------------------- |
| D    | Degerön              | Driftplats                 |                             |
| Dat  | Dammstorp            | Driftplats                 |                             |
| Dbn  | Degerbäcken          | Driftplats                 |                             |
| De   | Deje                 | Hållplats                  |                             |
| Dfl  | Dala-Floda           | Hållplats                  |                             |
| Dg   | Degerfors            | Driftplats                 |                             |
| Dgm  | Degermyr             | Driftplats                 |                             |
| Dgn  | Dalgränsen           | Driftplats                 |                             |
| Dgö  | Daglösen             | Driftplats                 |                             |
| Diö  | Diö                  | Driftplats                 |                             |
| Dj   | Dala-Järna           | Driftplats                 |                             |
| Dje  | Djursholms Ekeby     | Hållplats                  | Roslagsbanan                |
| Djö  | Djursholms Ösby      | Station                    | Roslagsbanan                |
| Dk   | Dockmyr              | Driftplats                 |                             |
| Dkn  | Dala kvarn           | Hållplats                  |                             |
| Dl   | Dingle               | Driftplats                 |                             |
| Dld  | Dals Långed          | Driftplats                 |                             |
| Dma  | Dannemora            | Driftplats                 |                             |
| Dmn  | Domnarvet            | Bangårdsområde             |                             |
| Dn   | Dirhuvden            | Linjeplats                 |                             |
| Dn   | Dagarn               | Driftplats                 |                             |
| Dns  | Dynäs                | Driftplats                 |                             |
| Dpg  | Domprostegården      | Övrig plats                | Skara–Lundsbrunns Järnvägar |
| Dre  | Derome               | Hållplats                  |                             |
| Drt  | Dals Rostock         | Linjeplats                 |                             |
| Dt   | Dingtuna             | Driftplats                 |                             |
| Dta  | Dorotea              | Driftplats                 | Inlandsbanan AB             |
| Dtc  | Dorotea campingplats | Hållplats                  | Inlandsbanan AB             |
| Du   | Duved                | Driftplats                 |                             |
| Duo  | Duvbo                | Driftplats                 |                             |
| Dvx  | Duvnäs växel         | Driftplats (Slopad)        |                             |
| Dy   | Dysjön               | Driftplats vid sjön Dysjön |                             |
| Då   | Djurås               | Hållplats                  |                             |
| Dån  | Dånviken             | Driftplats                 |                             |
| Döe  | Drömme               | Driftplats                 |                             |
| Döl  | Döljebro             | Driftplats                 |                             |
| Dös  | Dösjebro             | Hållplats                  |                             |

## E
| E    | Eslöv               | Driftplats     |                 |
| Ea   | Eldsberga           | Driftplats     |                 |
| Ebg  | Enstaberga          | Driftplats     |                 |
| Ebk  | Edsbjörke           | Hållplats      |                 |
| Eby  | Ekeby               | Driftplats     |                 |
| Ebyr | Ekeby rangerbangård | Bangårdsområde |                 |
| Ed   | Ed                  | Driftplats     |                 |
| Edn  | Edsbyn              | Linjeplats     |                 |
| Eds  | Edsbyns södra       | Linjeplats     |                 |
| Edv  | Edsbyverken         | Linjeplats     |                 |
| Ei   | Erikslund           | Driftplats     |                 |
| Ek   | Eksjö               | Driftplats     |                 |
| Ekg  | Ekskogen            | Hållplats      | Roslagsbanan    |
| Ekh  | Ekebohult           | Hållplats      | Ohsabanan       |
| Eko  | Ekolsund            | Driftplats     |                 |
| Eky  | Ekeryd              | Hållplats      |                 |
| El   | Edsvalla            | Driftplats     |                 |
| Em   | Emmaboda            | Driftplats     |                 |
| Emd  | Emådalen            | Hållplats      | Inlandsbanan AB |
| En   | Edane               | Driftplats     |                 |
| En   | Eken                | Hållplats      | GHJ             |
| Enb  | Enebyberg           | Hållplats      | Roslagsbanan    |
| Ens  | Enafors             | Driftplats     |                 |
| Ep   | Enköping            | Driftplats     |                 |
| Er   | Ervalla station     | Driftplats     |                 |
| Era  | Eneryda             | Driftplats     |                 |
| Erk  | Erikstad            | Driftplats     |                 |
| Ern  | Ervalla NBVJ        | Station        | NBVJ            |
| Ers  | Ervalla stationsväg | Hållställe     | NBVJ            |
| Esa  | Ensta               | Hållplats      | Roslagsbanan    |
| Esa  | Edsta               | Linjeplats     |                 |
| Esn  | Ekenässjön          | Linjeplats     |                 |
| Est  | Enskede             | Linjeplats     |                 |
| Et   | Eskilstuna central  | Driftplats     |                 |
| Etk  | Ekträsk             | Driftplats     |                 |
| Eun  | Ekudden             | Hållplats      | ÖSlJ            |
| Evb  | Erstaviksbadet      | Hållplats      | Saltsjöbanan    |
| Eyd  | Elgaryd             | Hållplats      | Ohsabanan       |

## F
| F    | Falköping                 | Driftplats     |                 |
| F    | Falköpings central        | Driftplatsdel  |                 |
| F    | Faringe                   | Station        | ULJ             |
| Fa   | Finnerödja                | Driftplats     |                 |
| Faa  | Flodala                   | Linjeplats     |                 |
| Fab  | Falkenberg                | Driftplats     |                 |
| Fabg | Falkenbergs godsstation   | Driftplats     |                 |
| Fabp | Falkenbergs personstation | Driftplats     |                 |
| Fad  | Fästad                    | Hållplats      |                 |
| Fag  | Skånes Fagerhult          | Linjeplats     |                 |
| Fal  | Falerum                   | Driftplats     |                 |
| Fas  | Farsta strand             | Driftplats     |                 |
| Fb   | Funbo                     | Hållplats      | ULJ             |
| Fb   | Forsbacka                 | Driftplats     |                 |
| Fbv  | Forsbackaverken           | Bangårdsområde |                 |
| Fby  | Floby                     | Driftplats     |                 |
| Fc   | Framnäs city              | Hållställe     |                 |
| Fd   | Floda                     | Driftplats     |                 |
| Fda  | Furudal                   | Linjeplats     | Inlandsbanan AB |
| Fdf  | Frändefors                | Driftplats     |                 |
| Fdl  | Fredriksdal               | Driftplats     |                 |
| Feb  | Fellingsbro station       | Driftplats     |                 |
| Feö  | Fågelsjö                  | Driftplats     | Inlandsbanan AB |
| Ffl  | Frufällan                 | Linjeplats     |                 |
| Ffs  | Finnforsfallet            | Driftplats     |                 |
| Fg   | Finspång                  | Linjeplats     |                 |
| Fgc  | Fagersta central          | Driftplats     |                 |
| Fgl  | Fågelsta                  | Driftplats     |                 |
| Fgn  | Fagersta norra            | Hållställe     |                 |
| Fgs  | Fagersanna                | Linjeplats     |                 |
| Fgå  | Fagerås                   | Linjeplats     |                 |
| Fgö  | Fångsjöbacken             | Driftplats     |                 |
| Fhm  | Forshem                   | Driftplats     |                 |
| Fhn  | Folkhögskolan             | Hållplats      | ÖSlJ            |
| Fi   | Fiskeby                   | Driftplats     |                 |
| Fia  | Finkelboda                | Hållplats      |                 |
| Fid  | Filipstad                 | Driftplats     |                 |
| Fig  | Fiandberg                 | Hållplats      | Inlandsbanan AB |
| Fil  | Fillan                    | Linjeplats     |                 |
| Fin  | Finja                     | Driftplats     |                 |
| Fiä  | Filsbäck                  | Hållplats      |                 |
| Fjå  | Fjällåsen                 | Driftplats     |                 |
| Fki  | Fjälkinge                 | Driftplats     |                 |
| Fkr  | Fåker                     | Driftplats     | Inlandsbanan AB |
| Fl   | Fyrislund                 | Hållplats      | ULJ             |
| Fl   | Flädie                    | Driftplats     |                 |
| Fla  | Flaten vid sjön Flaten    | Hållplats      |                 |
| Flb  | Flemingsberg              | Driftplats     |                 |
| Fle  | Flen                      | Driftplats     |                 |
| Flgd | Friluftsgården            | Hållplats      |                 |
| Fln  | Falun central             | Driftplats     |                 |
| Flp  | Flackarp                  | Driftplats     |                 |
| Fls  | Flisby                    | Driftplats     |                 |
| Flu  | Flunbo                    | Driftplats     |                 |
| Fm   | Forserum                  | Driftplats     |                 |
| Fmö  | Forsmöllan                | Hållplats      |                 |
| Fn   | Falköping norra           | Driftplatsdel  |                 |
| Fna  | Falun norra               | Linjeplats     |                 |
| Fnt  | Furunäset                 | Linjeplats     |                 |
| Fod  | Forsheda                  | Driftplats     |                 |
| Fok  | Folkesta                  | Driftplats     |                 |
| Foo  | Foodia                    | Linjeplats     |                 |
| Fp   | Finntorp                  | Driftplats     |                 |
| Fra  | Fristad                   | Driftplats     |                 |
| Frd  | Frinnaryd                 | Driftplats     |                 |
| Fre  | Fredrikslund              | Driftplats     |                 |
| Frl  | Fritsla                   | Hållplats      |                 |
| Frå  | Frykåsen                  | Linjeplats     |                 |
| Fs   | Fors                      | Driftplats     |                 |
| Fsb  | Fosieby                   | Driftplats     |                 |
| Fsd  | Fagersand                 | Hållplats      | FAS             |
| Fsm  | Forsmo                    | Driftplats     |                 |
| Fsu  | Frösunda                  | Station        | Roslagsbanan    |
| Fsä  | Fisksätra                 | Hållplats      | Saltsjöbanan    |
| Fsö  | Flens övre                | Driftplats     |                 |
| Ft   | Fränsta                   | Driftplats     |                 |
| Fud  | Furulund                  | Hållplats      |                 |
| Fur  | Furet                     | Driftplatsdel  |                 |
| Fv   | Frövi station             | Driftplats     |                 |
| Fvk  | Furuvik                   | Hållplats      |                 |
| Fvks | Furuvik södra             | Driftplats     |                 |
| Få   | Frillesås                 | Driftplats     |                 |
| Fål  | Fållinge                  | Linjeplats     |                 |
| Fåt  | Fårhult                   | Hållplats      | FAS             |
| Fär  | Fliskär                   | Driftplats     |                 |
| För  | Förslöv                   | Linjeplats     |                 |

## G
| Sign | Namn                             | Typ                      | Anmärkning             |
| ---- | -------------------------------- | ------------------------ | ---------------------- |
| G    | Göteborgs central                | Driftplatsdel            |                        |
| G    | Granbergsdal                     | Hållplats                | NBVJ                   |
| G    | Göteborg                         | Driftplats               |                        |
| Ga   | Gunsta                           | Hållplats                | ULJ                    |
| Ga   | Graninge                         | Driftplats               |                        |
| Gad  | Granstanda                       | Driftplats               |                        |
| Gal  | Gamleby                          | Driftplats               |                        |
| Gan  | Gantofta                         | Driftplats               |                        |
| Gas  | Gamlestaden                      | Driftplatsdel            |                        |
| Gau  | Garnudden                        | Driftplats               |                        |
| Gav  | Graningeverken                   | Linjeplats               |                        |
| Gb   | Göteborgs norra                  | Driftplatsdel            |                        |
| Gbm  | Göteborg Marieholm               | Driftplatsdel            |                        |
| Gby  | Gimarpsby                        | Hållplats                | Ohsabanan              |
| Gdl  | Geijersdal                       | Linjeplats               |                        |
| Gdv  | Gröndalsviken                    | Hållställe               |                        |
| Gdö  | Gårdsjö                          | Driftplats               |                        |
| Ge   | Gottne                           | Driftplats               |                        |
| Geur | Göteborg-Eurobridge              | Bangårdsområde           |                        |
| Gf   | Göteborgs frihamn                | Bangårdsområde           |                        |
| Gg   | Grängesberg                      | Driftplats               |                        |
| Ggm  | Grängesbergs malmbangård         | Linjeplats               |                        |
| Ggt  | Granberget                       | Linjeplats               |                        |
| Ghd  | Grohed                           | Driftplats               |                        |
| Ghg  | Göteborgs Haga                   | Driftplats under byggnad |                        |
| Ghn  | Gripsholmsviken                  | Hållplats                | ÖSlJ                   |
| Ghu  | Gula huset                       | Hållställe               |                        |
| Ghy  | Grythyttan                       | Driftplats               |                        |
| Ghyn | Grythyttans norra                | Linjeplats               |                        |
| Gi   | Gistad                           | Driftplats               |                        |
| Gia  | Gideåbacka                       | Driftplats               |                        |
| Gib  | Grillby                          | Driftplats               |                        |
| Gim  | Gimonäs                          | Linjeplats               |                        |
| Gim  | Gimarp                           | Driftplats               | Ohsabanan              |
| Gimt | Gimonäs timmer                   | Linjeplats               |                        |
| Gk   | Göteborg Kville                  | Driftplatsdel            |                        |
| Gli  | Göteborg Lindholmen              | Driftplatsdel            |                        |
| Gln  | Gullön                           | Hållplats                | Inlandsbanan AB        |
| Glt  | Gullträsk                        | Driftplats               |                        |
| Glv  | Glumslöv                         | Hållplats                |                        |
| Gm   | Gemla                            | Driftplats               |                        |
| Gmo  | Gimo                             | Driftplats               |                        |
| Gmp  | Gamlarp                          | Driftplats               |                        |
| Gms  | Grums                            | Driftplats               |                        |
| Gn   | Gnesta                           | Driftplats               |                        |
| Gnb  | Gunnesbo                         | Hållplats                |                        |
| Gnd  | Genevad                          | Driftplats               |                        |
| Gnf  | Gagnef                           | Driftplats               |                        |
| Gng  | Gullringen                       | Linjeplats               |                        |
| Gnl  | Gnötteln                         | Hållplats                |                        |
| Gnp  | Gnarp                            | Driftplats               |                        |
| Gnå  | Grönåsen                         | Driftplats               |                        |
| Gnö  | Gnosjö                           | Driftplats               |                        |
| Gop  | Grästorp                         | Driftplats               |                        |
| Gp   | Gripenberg                       | Driftplats               |                        |
| Gpbg | Göteborgs personbangård          | Bangårdsområde           |                        |
| Gpc  | Geografiska Polcirkeln           | Hållplats                | Inlandsbanan AB        |
| Gpf  | Galoppfältet                     | Station                  | Roslagsbanan           |
| Gr   | Gräfsnäs                         | Station                  | Anten–Gräfsnäs Järnväg |
| Grd  | Grevaryd                         | Driftplats               |                        |
| Grm  | Grimsås                          | Linjeplats               |                        |
| Grn  | Göringen                         | Linjeplats               |                        |
| Gro  | Gubbero                          | Driftplats               |                        |
| Grs  | Gransjö                          | Driftplats               |                        |
| Gru  | Grundbro                         | Driftplats               |                        |
| Gry  | Gryttje                          | Linjeplats               |                        |
| Grö  | Grötingen                        | Driftplats               |                        |
| Gse  | Gunsen                           | Linjeplats               |                        |
| Gsh  | Göteborg Skandiahamnen           | Driftplatsdel            |                        |
| Gsn  | Gastsjön                         | Driftplats               |                        |
| Gss  | Gärsnäs                          | Driftplats               |                        |
| Gst  | Gammelstad                       | Driftplats               |                        |
| Gsv  | Göteborg Sävenäs                 | Driftplatsdel            |                        |
| Gså  | Garsås                           | Driftplats               |                        |
| Gt   | Grimstorp                        | Driftplats               |                        |
| Gt   | Gyttorp                          | Station                  | NBVJ                   |
| Gta  | Gunnita                          | Hållplats                |                        |
| Gtf  | Gustafs i Mora, Säters kommun    | Driftplats               |                        |
| Gtn  | Gulåstjärn vid sjön Gulåstjärnen |                          |                        |
| Gtå  | Getå                             | Driftplats               |                        |
| Gua  | Gullberna                        | Driftplats               |                        |
| Gui  | Gussi                            | Driftplats               |                        |
| Gun  | Gunnarn                          | Driftplats               |                        |
| Guy  | Gunnarsbyn                       | Hållplats                |                        |
| Gv   | Gällivare                        | Driftplats               |                        |
| Gvc  | Gällivare central                | Driftplatsdel            |                        |
| Gvo  | Göteborg Volvo                   | Driftplats               |                        |
| Gy   | Gäddmyr                          | Driftplats               |                        |
| Gybs | Gyllebosjö                       | Hållplats                |                        |
| Gyo  | Grycksbo                         | Linjeplats               |                        |
| Gå   | Gångbron                         | Hållställe               | Slopad                 |
| Gåb  | Gåshaga brygga                   | Station                  | Lidingöbanan           |
| Gåh  | Gåshaga                          | Station                  | Lidingöbanan           |
| Gån  | Gålnäs                           | Driftplats i system E2   |                        |
| Gåp  | Gåvetorp                         | Driftplats               |                        |
| Gåv  | Gårdveda                         | Bangårdsområde           |                        |
| Gä   | Gävle central                    | Driftplats               |                        |
| Gäb  | Gävle godsbangård                | Driftplats               |                        |
| Gäd  | Gärdala                          | Hållplats                |                        |
| Gäg  | Gräsberg                         | Driftplats               |                        |
| Gö   | Gällö                            | Driftplats               |                        |
| Gön  | Gårdsjön vid sjön Gårdsjön       | Driftplats               |                        |
| Gör  | Göteborg Arendal                 | Bangårdsområde           |                        |

## H
| Sign | Namn                       | Typ                            | Anmärkning           |
| ---- | -------------------------- | ------------------------------ | -------------------- |
| H    | Hallsberg                  | Driftplats                     |                      |
| Haa  | Hamra                      | Driftplats                     |                      |
| Hak  | Hallstavik                 | Driftplats                     |                      |
| Hal  | Hallinden                  | Linjeplats                     |                      |
| Han  | Harasjön vid sjön Harasjön | Driftplats                     |                      |
| Hap  | Hultarp                    | Hållplats                      |                      |
| Har  | Harrå                      | Driftplats                     |                      |
| Hb   | Helsingborgs central       | Driftplats                     |                      |
| Hbd  | Högboda                    | Driftplats                     |                      |
| Hbgb | Helsingborgs godsbangård   | Driftplats, annonseras Ramlösa |                      |
| Hbr  | Holsbybrunn                | Linjeplats                     |                      |
| Hbä  | Högbränna                  | Driftplats                     |                      |
| Hcp  | Hotings campingplats       | Hållställe                     | Inlandsbanan AB      |
| Hd   | Halmstads central          | Driftplatsdel                  |                      |
| Hd   | Halmstad                   | Driftplats                     |                      |
| Hdm  | Hedemora                   | Driftplats                     |                      |
| Hdn  | Holmsveden                 | Driftplats                     |                      |
| Hdr  | Halmstads rangerbangård    | Driftplatsdel                  |                      |
| Hdt  | Hedlandet                  | Station                        | ÖSlJ                 |
| He   | Heberg                     | Driftplats                     |                      |
| Hed  | Henriksdal                 | Station                        | Saltsjöbanan         |
| Hel  | Helenelund                 | Hållplats                      |                      |
| Hem  | Hemberget                  | Hållplats                      |                      |
| Hes  | Helmershus                 | Linjeplats                     |                      |
| Het  | Hestra                     | Driftplats                     |                      |
| Hf   | Hultsfred                  | Driftplats                     |                      |
| Hfa  | Hemfosa                    | Driftplats                     |                      |
| Hfh  | Hultsfreds hembygdspark    | Hållplats                      | FAS                  |
| Hfj  | Hamrångefjärden            | Driftplats                     |                      |
| Hfp  | Hultsfred Smalspår         | Driftplats                     | FAS                  |
| Hfr  | Hofors                     | Driftplats                     |                      |
| Hfs  | Holmfors                   | Driftplats                     |                      |
| Hg   | Hagaström                  | Driftplats                     |                      |
| Hge  | Hagge                      | Linjeplats                     |                      |
| Hgl  | Hagalund                   | Driftplats                     |                      |
| Hgs  | Häggenås                   | Hållplats                      | Inlandsbanan AB      |
| Hgv  | Häggvik                    | Driftplats                     |                      |
| Hgä  | Hägernäs                   | Station                        | Roslagsbanan         |
| Hgö  | Högsjö (utanför Högsjö)    | Driftplats                     |                      |
| Hh   | Hallstahammar              | Driftplats                     |                      |
| Hhn  | Haraholmen                 | Driftplats                     | Piteå Hamn           |
| Hhn  | Hjorthagen                 | Station                        | ÖSlJ                 |
| Hie  | Hyllie                     | Driftplats                     |                      |
| Hil  | Hillared                   | Driftplats                     |                      |
| His  | Hedens industrispår        | Bangårdsområde                 |                      |
| Hj   | Hjulsbro                   | Driftplats                     |                      |
| Hjm  | Hjortöström                | Hållplats                      |                      |
| Hjp  | Hjärup                     | Stångby                        |                      |
| Hjt  | Hjorted                    | Hållplats                      | FAS                  |
| Hka  | Huskvarna                  | Driftplats                     |                      |
| Hkd  | Hökedalen                  | Linjeplats                     |                      |
| Hkl  | Hudiksvall                 | Driftplats                     |                      |
| Hkn  | Hornkullen                 | Hållställe                     |                      |
| Hkni | Hornkullen                 | Hållställe                     |                      |
| Hks  | Hackås                     | Hållplats                      | Inlandsbanan AB      |
| Hkö  | Hökön                      | Linjeplats                     |                      |
| Hl   | Horndal                    | Driftplats                     |                      |
| Hlf  | Hällefors                  | Driftplats                     |                      |
| Hlk  | Hällekis                   | Hållplats                      |                      |
| Hlm  | Helgum                     | Driftplats                     |                      |
| Hlp  | Hasslarp                   | Driftplats                     |                      |
| Hlr  | Horndals bruk              | Hållplats                      |                      |
| Hls  | Hällnäs                    | Driftplats                     |                      |
| Hlt  | Herrhult                   | Hållplats                      |                      |
| Hlv  | Hällevadsholm              | Hållplats                      |                      |
| Hly  | Hilleby                    | Driftplats                     |                      |
| Hlö  | Hölö                       | Driftplats                     |                      |
| Hm   | Hässleholm                 | Driftplats                     |                      |
| Hma  | Hökmora                    | Driftplats                     |                      |
| Hmfs | Hissmofors                 | Linjeplats                     |                      |
| Hmr  | Hammar                     | Linjeplats                     |                      |
| Hmö  | Holmsjö                    | Driftplats                     |                      |
| Hnb  | Hälsingenybo               | Driftplats                     |                      |
| Hnc  | Haninge Centrum            | Driftplats                     |                      |
| Hnd  | Handen                     | Driftplats                     |                      |
| Hnf  | Hanefors                   | Hållställe                     |                      |
| Hnn  | Hennan                     | Driftplats                     |                      |
| Hno  | Hinsnoret                  | Driftplats                     |                      |
| Hnä  | Hälleforsnäs               | Driftplats                     |                      |
| Ho   | Habo                       | Driftplats                     |                      |
| Hod  | Holmsund                   | Driftplats                     |                      |
| Hok  | Hok                        | Linjeplats                     |                      |
| Hokö | Hoks östra                 | Hållplats                      |                      |
| Hova | Hova                       | Driftplats                     |                      |
| Hoå  | Holmån                     | Driftplats                     |                      |
| Hp   | Haparanda                  | Driftplats                     |                      |
| Hpbg | Hallsbergs personbangård   | Driftplatsdel                  | Annonseras Hallsberg |
| Hr   | Herrljunga                 | Driftplats                     |                      |
| Hrbg | Hallsbergs rangerbangård   | Driftplatsdel                  |                      |
| Hrc  | Herrljunga central         | Driftplatsdel                  |                      |
| Hre  | Horred                     | Driftplats                     |                      |
| Hrl  | Hörle                      | Linjeplats                     |                      |
| Hrm  | Hargshamn                  | Driftplats                     |                      |
| Hrt  | Harrträsk                  | Driftplats                     |                      |
| Hrv  | Herrljunga västra          | Driftplatsdel                  |                      |
| Hs   | Hasselfors                 | Driftplats                     |                      |
| Hsa  | Hovsta                     | Driftplats                     |                      |
| Hsb  | Hedensbyn                  | Linjeplats                     |                      |
| Hsd  | Härnösand                  | Driftplats                     |                      |
| Hsk  | Hanaskog                   | Linjeplats                     |                      |
| Hsr  | Hasslerör                  | Linjeplats                     |                      |
| Hsy  | Hussjöby                   | Driftplats                     |                      |
| Hså  | Harsprånget                | Hållplats                      | Inlandsbanan AB      |
| Hsö  | Hörnsjö                    | Driftplats                     |                      |
| Ht   | Hednoret                   | Driftplats                     |                      |
| Htg  | Hoting                     | Driftplats                     | Inlandsbanan AB      |
| Hti  | Herting                    | Linjeplats                     |                      |
| Hto  | Hillerstorp                | Driftplats                     |                      |
| Htp  | Hogstorp                   | Linjeplats                     |                      |
| Hu   | Huddinge                   | Driftplats                     |                      |
| Hud  | Hulingsryd                 | Linjeplats                     |                      |
| Hul  | Hult                       | Linjeplats                     |                      |
| Hum  | Husum                      | Driftplats i system E2         |                      |
| Humn | Husums norra               | Driftplats i system E2         |                      |
| Huv  | Huvudsta                   | Driftplats                     |                      |
| Huö  | Hundsjö                    | Linjeplats                     |                      |
| Hv   | Hästveda                   | Driftplats                     |                      |
| Hvd  | Hjältevad                  | Driftplats                     |                      |
| Hvn  | Hallviken                  | Hållplats                      | Inlandsbanan AB      |
| Hvp  | Hovmantorp                 | Driftplats                     |                      |
| Hvr  | Håverud                    | Linjeplats                     |                      |
| Hvs  | Hovslätt                   | Hållplats                      |                      |
| Hy   | Heby                       | Linjeplats                     |                      |
| Hy   | Hesselby                   | Station                        | GHJ                  |
| Hyb  | Hyltebruk                  | Driftplats                     |                      |
| Hyl  | Hyllstofta                 | Driftplats                     |                      |
| Hå   | Håsjö vid Valla            | Driftplats                     |                      |
| Håg  | Harmånger                  | Driftplats                     |                      |
| Håk  | Håmojåkk                   | Driftplats                     |                      |
| Hål  | Hållsta                    | Driftplats                     |                      |
| Hån  | Hånger                     | Linjeplats                     |                      |
| Håp  | Håkantorp                  | Driftplats                     |                      |
| Hås  | Hindås                     | Driftplats                     |                      |
| Hä   | Hästbo                     | Driftplats                     |                      |
| Häb  | Hämrasviken                | Driftplats                     |                      |
| Häd  | Härad                      | Driftplats                     |                      |
| Häp  | Häljarp                    | Hållplats                      |                      |
| Hän  | Häggsjön                   | Driftplats                     |                      |
| Häs  | Hultanäs                   | Linjeplats                     |                      |
| Häy  | Härryda                    | Driftplats                     |                      |
| Hö   | Höör                       | Driftplats                     |                      |
| Höb  | Högberga                   | Station                        | Lidingöbanan         |
| Höf  | Hörnefors                  | Hållplats i system E2          |                      |
| Hög  | Högbysjön                  | Driftplats i system E2         |                      |
| Höja | Höja                       | Linjeplats                     |                      |
| Hön  | Högdalen                   | Driftplats                     |                      |
| Höo  | Hösjömo                    | Hållplats                      |                      |
| Hös  | Hössjön vid sjön Hössjön   | Driftplats i system E2         |                      |
| Hövl | Hundsjövallen              | Linjeplats                     |                      |
| Höy  | Högsby                     | Hållplats                      |                      |

## I
| Sign | Namn           | Typ        | Anmärkning   |
| ---- | -------------- | ---------- | ------------ |
| Ibe  | Ivarsbjörke    | Hållplats  |              |
| Id   | Iggesund       | Driftplats |              |
| Igb  | Igelboda       | Station    | Saltsjöbanan |
| Igt  | Ingatorp       | Hållplats  |              |
| Imp  | Impregneringen | Linjeplats |              |
| Imr  | Ingmår         | Hållplats  |              |
| In   | Insjön         | Driftplats |              |
| Ip   | Igelstorp      | Linjeplats |              |
| Ipr  | Impregneringen | Linjeplats |              |
| Ist  | Isätra         | Driftplats |              |

## J
| Sign | Namn                   | Typ            | Anmärkning          |
| ---- | ---------------------- | -------------- | ------------------- |
| J    | Jonsereds östra        | Driftplats     |                     |
| J    | Järle                  | Station        | NBVJ                |
| Jb   | Järbo                  | Driftplats     |                     |
| Jbg  | Johannisberg           | Driftplats     |                     |
| Jbk  | Jädersbruk             | Driftplats     |                     |
| Jbo  | Jordbro                | Driftplats     |                     |
| Jby  | Jakobsbyn              | Hållplats      |                     |
| Je   | Jutsajaure             | Hållplats      | Inlandsbanan AB     |
| Jh   | Jordholmen             | Driftplats     |                     |
| Jhl  | Johannedal             | Linjeplats     |                     |
| Jho  | Jakobshyttan           | Linjeplats     |                     |
| Jk   | Jokkmokk               | Driftplats     | Inlandsbanan AB     |
| Jkb  | Jakobsberg             | Driftplats     |                     |
| Jla  | Järlåsa                | Driftplats     |                     |
| Jli  | Jamtli                 | Hållställe     |                     |
| Jlo  | Järlebo                | Driftplats     |                     |
| Jn   | Järna                  | Driftplats     |                     |
| Jnt  | Järneträsk             | Driftplats     |                     |
| Jot  | Jonsträsk              | Linjeplats     |                     |
| Jpn  | Järpen                 | Driftplats     |                     |
| Jps  | Järpås                 | Driftplats     |                     |
| Jr   | Järvsö                 | Driftplats     |                     |
| Jrn  | Jörn                   | Driftplats     |                     |
| Js   | Jämtlands Sikås        | Driftplats     | Inlandsbanan AB     |
| Jst  | Järrestad              | Hållplats      |                     |
| Ju   | Jularbo                | Driftplats     |                     |
| Jul  | Julträsk               | Linjeplats     |                     |
| Jv   | Jonsereds västra       | Hållplats      | Annonseras Jonsered |
| Jy   | Jenny                  | Hållställe     |                     |
| Jå   | Juån                   | Driftplats     |                     |
| Jår  | Jönåker                | Driftplats     |                     |
| Jås  | Jädraås                | Driftplats     | JTJ                 |
| Jäf  | Järnforsen             | Bangårdsområde |                     |
| Jäy  | Järlövsby              | Linjeplats     |                     |
| Jö   | Jönköpings central     | Driftplats     |                     |
| Jögb | Jönköpings godsbangård | Driftplats     |                     |

## K
| Sign | Namn                           | Typ                      | Anmärkning      |
| ---- | ------------------------------ | ------------------------ | --------------- |
| K    | Katrineholm C                  | Driftplats               |                 |
| Ka   | Kattarp                        | Driftplats               |                 |
| Kac  | Kalmar central                 | Driftplats               |                 |
| Kan  | Kroppan                        | Hållplats                |                 |
| Kap  | Karpalund                      | Driftplats               |                 |
| Kas  | Kalmar södra                   | Driftplats               |                 |
| Kasd | Karlskoga Dalbacksgatan        | Hållställe               |                 |
| Kat  | Kattisavan                     | Driftplats               |                 |
| Kaä  | Kattisträsk                    | Driftplats               |                 |
| Kb   | Kungsbacka                     | Driftplats               |                 |
| Kba  | Korsberga                      | Linjeplats               |                 |
| Kbb  | Karlsborgsbruk                 | Bangårdsområde           |                 |
| Kbg  | Karlsborg                      | Driftplats               |                 |
| Kbn  | Karbenning                     | Driftplats               |                 |
| Kbå  | Kuosakåbba                     | Hållplats                |                 |
| Kbä  | Kolbäck                        | Driftplats               |                 |
| Kd   | Kågeröd                        | Linjeplats               |                 |
| Kda  | Krigslida                      | Hållställe               |                 |
| Kde  | Kode                           | Driftplats               |                 |
| Ke   | Karlberg                       | Driftplats               |                 |
| Keb  | Kejsarbäcken                   | Driftplats               |                 |
| Ker  | Kerkejaure                     | Hållplats                | Inlandsbanan AB |
| Kf   | Kortfors                       | Hållplats                | NBVJ            |
| Kfn  | Kolforsen                      | Driftplats               |                 |
| Kfs  | Klintfors                      | Linjeplats               |                 |
| Kg   | Kävlinge                       | Driftplats               |                 |
| Kgd  | Kungsgården                    | Driftplats               |                 |
| Kgl  | Kragstalund                    | Station                  | Roslagsbanan    |
| Kgs  | Kragenäs                       | Linjeplats               |                 |
| Kgå  | Klostergården                  | Driftplatsdel            | Södra stambanan |
| Kh   | Källarhalsen                   | Hållplats                | NBVJ            |
| Kh   | Karlshamn                      | Driftplats               |                 |
| Khe  | Kungsbacka Hede                | Hållplats                |                 |
| Khn  | Kristinehamn                   | Driftplats               |                 |
| Kht  | Kambshagtorp                   | Hållplats                | GHJ             |
| Khy  | Klenshyttan                    | Driftplats               |                 |
| Khä  | Kallhäll                       | Driftplats               |                 |
| Kia  | Kirunavaara                    | Driftplats               |                 |
| Kid  | Kinnared                       | Hållplats                |                 |
| Kil  | Kil                            | Driftplats               |                 |
| Kilo | Kils omformarstation           | Linjeplats (slopad)      |                 |
| Kin  | Kinna                          | Driftplats               |                 |
| Kisa | Kisa                           | Driftplats               |                 |
| Kit  | Kitajaur                       | Hållplats                | Inlandsbanan AB |
| Kju  | Kjula                          | Driftplats               |                 |
| Kjå  | Katterjåkk                     | Hållplats                |                 |
| Kkä  | Karskär                        | Bangårdsområde           |                 |
| Kl   | Klippan                        | Driftplats               |                 |
| Kla  | Kumla                          | Driftplats               |                 |
| Klbg | Kälsberg                       | Linjeplats               |                 |
| Klbn | Klockarbäcken                  | Linjeplats               |                 |
| Klh  | Kallholsfors                   | Linjeplats               | Inlandsbanan AB |
| Kll  | Källby                         | Linjeplats               |                 |
| Kln  | Kälarne                        | Driftplats               |                 |
| Klo  | Klocksta                       | Linjeplats               | Inlandsbanan AB |
| Klr  | Koler                          | Driftplats               |                 |
| Kls  | Kilafors                       | Driftplats               |                 |
| Klv  | Kilvo                          | Driftplats               |                 |
| Klx  | Kalix östra                    | Driftplats               |                 |
| Klxi | Kalix industriområde           | Tidigare linjeplats      |                 |
| Klxv | Kalix västra                   | Hållplats                |                 |
| Kly  | Karlsby                        | Driftplats               |                 |
| Km   | Kilsmo                         | Driftplats               |                 |
| Kmb  | Kiruna malmbangård             | Driftplatsdel            |                 |
| Kms  | Kimstad                        | Driftplats               |                 |
| Kmy  | Kummelby                       | Driftplats               |                 |
| Kn   | Knivsta                        | Driftplats               |                 |
| Knl  | Knalleland                     | Hållplats                |                 |
| Kns  | Kolsnäs                        | Hållställe               |                 |
| Knä  | Knäred                         | Linjeplats               |                 |
| Ko   | Kornsjö-gränsen                | Övrig plats              |                 |
| Koa  | Kottla                         | Station                  | Lidingöbanan    |
| Koe  | Kolke                          | Driftplats               |                 |
| Koj  | Kosjärv                        | Driftplats               |                 |
| Kon  | Kolmården                      | Driftplats               |                 |
| Kos  | Koskullskulle                  | Driftplats               |                 |
| Koä  | Korsnäs                        | Driftplats               |                 |
| Kp   | Knapptorp                      | Hållplats                | NBVJ            |
| Kp   | Köping                         | Driftplats               |                 |
| Kpe  | Kaisepakte                     | Driftplats               |                 |
| Kpg  | Kopparberg                     | Driftplats               |                 |
| Kpkv | Korpklev                       | Hållplats                |                 |
| Kpm  | Köpmannebro                    | Driftplats               |                 |
| Kr   | Killeberg                      | Hållställe               |                 |
| Kra  | Kiruna central                 | Driftplatsdel            | Nedlagd         |
| Kra  | Kiruna                         | Driftplats               |                 |
| Krb  | Karsbäcken                     | Driftplats               |                 |
| Krd  | Kållered                       | Driftplats               |                 |
| Kre  | Kristinebergsbadet             | Hållplats                | FAS             |
| Krf  | Kramfors                       | Driftplats               |                 |
| Kri  | Karungi                        | Driftplats               |                 |
| Krm  | Krokom                         | Hållplats                |                 |
| Krn  | Krampen                        | Driftplats               |                 |
| Kroj | Krokom OJ                      | Linjeplats               |                 |
| Kröb | Krökesbo                       | Linjeplats               |                 |
| Ks   | Karlstad                       | Driftplats               |                 |
| Ksac | Karlskoga centrum              | Hållställe               |                 |
| Ksc  | Karlstads central              | Driftplatsdel            |                 |
| Kse  | Kvarnsveden                    | Bangårdsområde           |                 |
| Ksg  | Karlsberg                      | Driftplats               |                 |
| Kst  | Kistinge                       | Driftplats               |                 |
| Ksu  | Kvicksund                      | Driftplats               |                 |
| Ksus | Kvicksunds södra               | Hållställe               |                 |
| Ksyh | Karlstads yttre hamn           | Bangårdsområde           |                 |
| Ksö  | Karsjö                         | Driftplats               |                 |
| Kt   | Kapellet                       | Hållplats                | NBVJ            |
| Ktg  | Källtegen                      | Hållplats                |                 |
| Ktm  | Kaitum                         | Hållplats                |                 |
| Ktn  | Kropptjärn                     | Hållplats                |                 |
| Ktä  | Korsträsk                      | Driftplats               |                 |
| Kv   | Krokvik                        | Driftplats               |                 |
| Kva  | Koskivaara                     | Driftplats               |                 |
| Kvf  | Kvillsfors                     | Linjeplats               |                 |
| Kvh  | Klevshult                      | Linjeplats               |                 |
| Kvi  | Kvidinge                       | Driftplats               |                 |
| Kvn  | Korsvägen                      | Driftplats under byggnad |                 |
| Kvä  | Karlstad Välsviken             | Driftplatsdel            |                 |
| Kvö  | Kvarnsjö vid sjön Kvarntjärnen | Hållplats                | Inlandsbanan AB |
| Kx   | Kalixfors                      | Driftplats               |                 |
| Kxb  | Kalixforsbron                  | Hållplats                |                 |
| Kå   | Kopparåsen                     | Driftplats               |                 |
| Kåb  | Kåbdalis                       | Driftplats               | Inlandsbanan AB |
| Kåd  | Kungsådran                     | Övrig plats              |                 |
| Kår  | Kårsta                         | Station                  | Roslagsbanan    |
| Kä   | Käppsta                        | Hållställe               | NBVJ            |
| Kä   | Källeryd                       | Driftplats               |                 |
| Käb  | Kärreberga                     | Driftplats               |                 |
| Käd  | Kärda                          | Hållplats                |                 |
| Kän  | Kungsängen                     | Driftplats               |                 |
| Käp  | Käppala                        | Station                  | Lidingöbanan    |
| Kär  | Kärrgruvan                     | Linjeplats               | ENJ             |
| Käv  | Kälvattnet (sjön Kälvattnet)   | Driftplats               |                 |
| Kö   | Karlstads östra                | Driftplatsdel            |                 |
| Köa  | Könsa                          | Driftplats (ERTMS)       |                 |
| Köp  | Köpingebro                     | Driftplats               |                 |
| Kör  | Kungsör                        | Driftplats               |                 |

## L
| Sign  | Namn                   | Typ            | Anmärkning        |
| ----- | ---------------------- | -------------- | ----------------- |
| L     | Löth                   | Hållplats      | NBVJ              |
| L     | Ljungby                | Linjeplats     |                   |
| La    | Ludvika                | Driftplats     |                   |
| Lab   | Lappberg               | Driftplats     |                   |
| Lab   | Larsberg               | Station        | Lidingöbanan      |
| Lag   | Lagan                  | Linjeplats     |                   |
| Laov  | Laholms västra         | Driftplats     | Annonseras Laholm |
| Lb    | Lingbo                 | Hållplats      |                   |
| Lbr   | Länna bruk             | Linjeplats     |                   |
| Ld    | Lindesberg             | Driftplats     |                   |
| Ldl   | Lidlund                | Driftplats     |                   |
| Ldm   | Lindholmen             | Station        | Roslagsbanan      |
| Ldo   | Lindome                | Driftplats     |                   |
| Le    | Luleå                  | Driftplats     |                   |
| Lea   | Leksboda               | Driftplats     |                   |
| Lek   | Lekarekulle            | Driftplats     |                   |
| Lemb  | Luleå malmbangård      | Bangårdsområde |                   |
| Len   | Lene                   | Hållplats      |                   |
| Les   | Lödöse södra           | Hållställe     |                   |
| Let   | Lilla Edet             | Linjeplats     |                   |
| Leä   | Luleälvsbron           | Hållplats      | Inlandsbanan AB   |
| Lf    | Lindfors               | Driftplats     |                   |
| Lg    | Läggesta               | Driftplats     |                   |
| Lgb   | Långbron               | Linjeplats     |                   |
| Lgd   | Ledsgård               | Driftplats     |                   |
| Lgm   | Linghem                | Driftplats     |                   |
| Lgn   | Läggesta nedre         | Station        | ÖSlJ              |
| Lgs   | Läggesta södra         | Driftplats     |                   |
| Lgv   | Liggavägen             | Hållplats      |                   |
| Lgå   | Lindgården             | Driftplats     |                   |
| Lh    | Lammhult               | Hållplats      |                   |
| Lh    | Lanthöjden             | Hållplats      | NBVJ              |
| Lh    | Lövstahagen            | Hållplats      | ULJ               |
| Lhl   | Lahäll                 | Hållplats      | Roslagsbanan      |
| Lhr   | Lillhamra              | Hållplats      | Inlandsbanan AB   |
| Lia   | Lillaryd               | Linjeplats     |                   |
| Lils  | Lillselet              | Hållplats      | Inlandsbanan AB   |
| Lin   | Linaälv                | Driftplats     |                   |
| Lis   | Liseberg               | Hållställe     |                   |
| Lit   | Lit                    | Driftplats     | Inlandsbanan AB   |
| Liv   | Lingvallen             | Linjeplats     |                   |
| Liä   | Lillängen              | Hållplats      | Saltsjöbanan      |
| Liö   | Lillsjödal             | Hållplats      |                   |
| Lj    | Ljungskile             | Driftplats     |                   |
| Ljd   | Ljungbyhed             | Driftplats     |                   |
| Ljdgr | Ljungbyheds grusgrop   | Linjeplats     |                   |
| Lju   | Ljung                  | Driftplats     |                   |
| Ljun  | Ljungaverks lastplats  | Linjeplats     |                   |
| Ljv   | Ljungaverk             | Hållplats      |                   |
| Lkgb  | Landskrona godsbangård | Driftplats     |                   |
| Lkm   | Lökom                  | Linjeplats     |                   |
| Lkn   | Lindekullen            | Driftplats     |                   |
| Lkp   | Lidköping              | Driftplats     |                   |
| Lkä   | Lakaträsk              | Driftplats     |                   |
| Lkö   | Landskrona östra       | Driftplats     |                   |
| Lld   | Larslund               | Driftplats     |                   |
| Lln   | Linddalen              | Driftplats     |                   |
| Lm    | Liljeholmen            | Bangårdsområde |                   |
| Lm    | Lilla Mon              | Hållplats      | NBVJ              |
| Lma   | Lomma                  | Driftplats     |                   |
| Lme   | Limmared               | Driftplats     |                   |
| Lmm   | Lemmeströ              | Driftplats     |                   |
| Lmn   | Långviksmon            | Driftplats     |                   |
| Lms   | Lomselenäs             | Driftplats     | Inlandsbanan AB   |
| Lmo   | Löcknamon              | Driftplats     |                   |
| Lna   | Länna                  | Station        | ULJ               |
| Lnb   | Lundsbrunn             | Driftplats     |                   |
| Lnbk  | Lundsbrunns kurort     | Hållplats      |                   |
| Lnk   | Lernacken              | Driftplats     | ÖSK               |
| Lns   | Lidnäs                 | Driftplats     |                   |
| Lnå   | Lugnås                 | Linjeplats     |                   |
| Lo    | Lessebo                | Driftplats     |                   |
| Loka  | Loka station           | Hållplats      |                   |
| Lom   | Lomsmyren              | Linjeplats     |                   |
| Lot   | Lottefors              | Driftplats     |                   |
| Lp    | Linköpings central     | Driftplats     |                   |
| Lpb   | Luspebryggan           | Hållplats      | Inlandsbanan AB   |
| Lpk   | Lappträsk              | Linjeplats     |                   |
| Lr    | Lerum                  | Driftplats     |                   |
| Lrd   | Landeryd               | Driftplats     |                   |
| Lre   | Lästringe              | Driftplats     |                   |
| Lrg   | Laduberg               | Driftplats     |                   |
| Lrp   | Lockarp                | Driftplats     |                   |
| Lrt   | Lerot                  | Hållplats      |                   |
| Ls    | Ljusdal                | Driftplats     |                   |
| Lsb   | Ljusne bruk            | Bangårdsområde |                   |
| Lsd   | Leksand                | Driftplats     |                   |
| Lse   | Ljusne                 | Hållplats      |                   |
| Lsj   | Långsjön               | Driftplats     |                   |
| Lsl   | Långsele               | Driftplats     |                   |
| Lsn   | Losesjön               | Driftplats     |                   |
| Lsp   | Lycksele industrispår  | Linjeplats     |                   |
| Lså   | Ljuså                  | Driftplats     |                   |
| Ltj   | Lilltjära              | Linjeplats     |                   |
| Ltk   | Långträsk              | Driftplats     |                   |
| Ltr   | Loster                 | Driftplats     |                   |
| Lu    | Lunds central          | Driftplats     |                   |
| Lub   | Lundby                 | Driftplats     |                   |
| Lup   | Lunnarp                | Hållplats      |                   |
| Luä   | Lubboträsk             | Driftplats     |                   |
| Lvd   | Lövliden               | Linjeplats     | Inlandsbanan AB   |
| Lve   | Lovene                 | Linjeplats     |                   |
| Ly    | Lycksele               | Driftplats     |                   |
| Lyd   | Lyrestad               | Driftplats     |                   |
| Lye   | Lyse                   | Linjeplats     |                   |
| Lyg   | Lyckselesågen          | Linjeplats     |                   |
| Lys   | Lysekil                | Linjeplats     |                   |
| Lyt   | Lycksele timmer        | Linjeplats     |                   |
| Lyv   | Lysvik                 | Driftplats     |                   |
| Lå    | Laxå                   | Driftplats     |                   |
| Låk   | Låktatjåkka            | Hållplats      |                   |
| Låö   | Långsjön               | Hållplats      | FAS               |
| Lö    | Lörstrand              | Driftplats     |                   |
| Löb   | Lövberga               | Linjeplats     | Inlandsbanan AB   |
| Lön   | Lönneberga             | Hållplats      |                   |
| Löo   | Lönsboda               | Driftplats     |                   |
| Löt   | Löt                    | Hållplats      |                   |
| Löö   | Lödöse                 | Linjeplats     |                   |

## M
| Sign | Namn                      | Typ                         | Anmärkning      |
| ---- | ------------------------- | --------------------------- | --------------- |
| M    | Malmö C                   | Driftplats                  | Se även Mc      |
| Ma   | Mattmar                   | Linjeplats                  |                 |
| Maa  | Marma norra               | Hållplats, annonseras Marma |                 |
| Maj  | Maj                       | Driftplats                  |                 |
| Mbg  | Malmberget                | Bangårdsområde              |                 |
| Mbl  | Mörbylånga                | Övrig plats                 |                 |
| Mbv  | Murbergsviken             | Linjeplats                  |                 |
| Mby  | Malmby                    | Driftplats                  |                 |
| Mbä  | Malmbäck                  | Driftplats                  |                 |
| Mc   | Malmö C                   | Driftplatsdel               | Se även M       |
| Mcp  | Meselefors campingplats   | Hållplats                   | Inlandsbanan AB |
| Mdl  | Moradal                   | Driftplats                  |                 |
| Mdm  | Mariedamm                 | Driftplats                  |                 |
| Mdn  | Mölndals nedre            | Driftplats                  |                 |
| Mdö  | Mölndals övre             | Driftplats                  |                 |
| Me   | Marmaverken               | Driftplats                  |                 |
| Meh  | Mehedeby                  | Hållplats                   |                 |
| Mfd  | Mariefred                 | Station                     | ÖSlJ            |
| Mfj  | Mockfjärd                 | Driftplats                  |                 |
| Mfn  | Munkflohögen              | Linjeplats                  | Inlandsbanan AB |
| Mfs  | Malungsfors               | Linjeplats                  |                 |
| Mfå  | Mariefreds ångbåtsstation | Linjeplats                  | ÖSlJ            |
| Mg   | Moga                      | Hållplats                   | ULJ             |
| Mgb  | Malmö godsbangård         | Driftplatsdel               |                 |
| Mh   | Moholm                    | Driftplats                  |                 |
| Mhn  | Myrheden                  | Driftplats                  |                 |
| Mi   | Mörsil                    | Driftplats                  |                 |
| Mia  | Maria                     | Driftplats                  |                 |
| Mip  | Milletorp                 | Hållplats                   |                 |
| Mjv  | Morjärv                   | Driftplats                  |                 |
| Mk   | Murjek                    | Driftplats                  |                 |
| Mkl  | Munkedal                  | Driftplats                  |                 |
| Mko  | Molkom                    | Driftplats                  |                 |
| Ml   | Mellerud                  | Driftplats                  |                 |
| Ml   | Marielund                 | Station                     | ULJ             |
| Mlb  | Mellby                    | Driftplats                  |                 |
| Mlf  | Meselefors                | Driftplats                  | Inlandsbanan AB |
| Mlg  | Malung                    | Driftplats                  |                 |
| Mlgf | Malungs folkhögskola      | Hållplats                   |                 |
| Mlgg | Malungs gymnasium         | Hållställe                  |                 |
| Mln  | Marielund                 | Station                     | ÖSlJ            |
| Mlö  | Mellösa                   | Driftplats                  |                 |
| Mmg  | Mormorsgruvan             | Hållplats                   |                 |
| Mnb  | Molnby                    | Hållplats                   | Roslagsbanan    |
| Mnd  | Mariannelund              | Driftplats                  |                 |
| Mo   | Moheda                    | Driftplats                  |                 |
| Mog  | Mo grindar                | Driftplats                  |                 |
| Mon  | Mon                       | Linjeplats                  |                 |
| Mop  | Mosstorp                  | Hållplats                   |                 |
| Morp | Munktorp                  | Driftplats                  |                 |
| Mos  | Moskosel                  | Linjeplats                  | Inlandsbanan AB |
| Mot  | Motala                    | Driftplats                  |                 |
| Moy  | Mollaryd                  | Hållplats                   |                 |
| Mp   | Mölltorp                  | Linjeplats                  |                 |
| Mpb  | Malmö Persborg            | Hållställe                  |                 |
| Mr   | Märsta                    | Driftplats                  |                 |
| Mrai | Mora kommuns industrispår | Linjeplats                  |                 |
| Mras | Morastrand                | Hållställe                  |                 |
| Mrc  | Mora                      | Driftplats                  |                 |
| Mrd  | Markaryd                  | Driftplats                  |                 |
| Mrh  | Marsvinsholm              | Hållplats                   |                 |
| Mrl  | Mora lasarett             | Hållplats                   | Inlandsbanan AB |
| Mrm  | Marma                     | Driftplats                  |                 |
| Mrs  | Morshyttan                | Driftplats                  |                 |
| Mru  | Mörrum                    | Driftplats                  |                 |
| Ms   | Mosås                     | Driftplats                  |                 |
| Msa  | Målilla sanatorium        | Hållplats                   |                 |
| Msb  | Mönsterås bruk            | Bangårdsområde              |                 |
| Msj  | Malmsjö                   | Driftplats                  |                 |
| Msl  | Mellansel                 | Driftplats                  |                 |
| Msn  | Medskogsheden             | Driftplats                  |                 |
| Mss  | Mönsterås                 | Driftplats                  |                 |
| Mst  | Mariestad                 | Driftplats                  |                 |
| Msä  | Malmslätt                 | Driftplats                  |                 |
| Msö  | Mellansjö                 | Driftplats                  |                 |
| Mt   | Mantorp                   | Driftplats                  |                 |
| Mtm  | Maitum                    | Linjeplats                  | Inlandsbanan AB |
| Mtn  | Mertainen                 | Driftplats                  |                 |
| Mu   | Mullsjö                   | Driftplats                  |                 |
| Mud  | Mosselund                 | Driftplats                  |                 |
| Mus  | Munkebos                  | Hållplats                   | GHJ             |
| My   | Mjölby                    | Driftplats                  |                 |
| Myk  | Mölnlycke                 | Driftplats                  |                 |
| Myn  | Myrbacken                 | Driftplats                  |                 |
| Myra | Myra                      | Driftplats                  |                 |
| Myå  | Myråsen                   | Linjeplats                  |                 |
| Må   | Morgongåva                | Driftplats                  |                 |
| Måa  | Målilla                   | Hållplats                   |                 |
| Måp  | Månsarp                   | Driftplats                  |                 |
| Mäk  | Märbäck                   | Linjeplats                  |                 |
| Mär  | Märsta                    | Linjeplats                  |                 |
| Mö   | Mölnbo                    | Driftplats                  |                 |
| Möa  | Mörlunda                  | Driftplats                  |                 |
| Möb  | Mörby                     | Station                     | Roslagsbanan    |
| Mör  | Mörarp                    | Driftplats                  |                 |
| Möv  | Malmö Västra              | Bangårdsområde              |                 |

## N
| Sign | Namn                        | Typ                              | Anmärkning      |
| ---- | --------------------------- | -------------------------------- | --------------- |
| N    | Nässjö central              | Driftplats                       |                 |
| N    | Nora stad                   | Station                          | NBVJ            |
| Nb   | Näsberg                     | Driftplats                       |                 |
| Nba  | Nyboda                      | Bangårdsområde                   |                 |
| Nbe  | Näsbyallé                   | Hållplats                        | Roslagsbanan    |
| Nbg  | Norberg                     | Linjeplats                       |                 |
| Nbp  | Näsbypark                   | Station                          | Roslagsbanan    |
| Nbr  | Nybybruk                    | Linjeplats                       |                 |
| Nbt  | Norra Bantorget             | Hållställe                       |                 |
| Nd   | Nässundet                   | Hållplats                        |                 |
| Ndt  | Norrsundet                  | Linjeplats                       |                 |
| Ndv  | Norsesunds västra           | Driftplats                       |                 |
| Neg  | Neglinge                    | Station                          | Saltsjöbanan    |
| Nft  | Nynäshamns färjeterminal    | Hållställe                       |                 |
| Ng   | Norrhög                     | Driftplats                       |                 |
| Ngd  | Nynäsgård                   | Hållställe                       |                 |
| Nh   | Norsholm                    | Linjeplats                       |                 |
| Nhd  | Nynäs havsbad               | Hållställe                       |                 |
| Nhg  | Nederhögen                  | Linjeplats                       | Inlandsbanan AB |
| Nhr  | Norrahammar                 | Hållplats                        |                 |
| Nj   | Njurunda                    | Linjeplats                       |                 |
| Nk   | Nyköpings central           | Driftplats                       |                 |
| Nka  | Nykroppa                    | Driftplats                       |                 |
| Nka  | Nacka                       | Station                          | Saltsjöbanan    |
| Nkbg | Nyköping föreningsbangården | Driftplats                       |                 |
| Nkr  | Norra Kikkejaur             | Linjeplats                       | Inlandsbanan AB |
| Nks  | Nyköpings södra             | Driftplats                       |                 |
| Nkt  | Näverkärret                 | Driftplats                       |                 |
| Nkv  | Nykvarn                     | Driftplats                       |                 |
| Nl   | Nelhammar                   | Driftplats                       |                 |
| Nld  | Nyland                      | Driftplats                       |                 |
| Nly  | Nolby                       | Driftplats                       |                 |
| Nml  | Niemisel                    | Driftplats                       |                 |
| Noe  | Norrmjöle                   | Övrig plats                      |                 |
| Nog  | Nordmaling                  | Övrig plats                      |                 |
| Nol  | Nol                         | Driftplats                       |                 |
| Nola | Norslunda                   | Driftplats                       |                 |
| Non  | Norrsjön                    | Övrig plats                      |                 |
| Norl | Nordlunda                   | Bangårdsområde                   |                 |
| Nosk | Nordskogen                  | Linjeplats                       |                 |
| Nov  | Nordenvägen                 | Övrig plats                      |                 |
| Nr   | Norrköpings central         | Driftplats                       |                 |
| Nrs  | Norrfors                    | Driftplats                       |                 |
| Nrt  | Nuortikon                   | Driftplats                       |                 |
| Ns   | Norsesund                   | Hållplats                        |                 |
| Nsj  | Nyckelsjön                  | Driftplats (vid sjön Nyckelsjön) |                 |
| Nst  | Stockholms norra            | Driftplats                       |                 |
| Nsö  | Nedansjö                    | Driftplats                       |                 |
| Nte  | Nuorttagievlle              | Hållställe                       |                 |
| Ntv  | Nattavaara                  | Driftplats                       |                 |
| Nvk  | Norrviken                   | Hållplats                        |                 |
| Nvl  | Norra Valbo                 | Driftplats                       |                 |
| Nvn  | Notviken                    | Driftplats                       |                 |
| Ny   | Nyhem                       | Driftplats                       |                 |
| Nyb  | Nybro                       | Driftplats                       |                 |
| Nyf  | Nyfors                      | Driftplats                       |                 |
| Nyg  | Nygård                      | Driftplats                       |                 |
| Nyc  | Nynäshamn                   | Driftplats                       |                 |
| Nym  | Nymölla                     | Bangårdsområde                   |                 |
| Nys  | Nygårds                     | Hållplats                        | GHJ             |
| Nyå  | Nyåker                      | Driftplats                       |                 |
| Nån  | Norderåsen                  | Hållplats                        | Inlandsbanan AB |
| Nås  | Nås                         | Hållplats                        |                 |
| Nä   | Nälden                      | Driftplats                       |                 |
| Nät  | Nättraby                    | Driftplats                       |                 |
| Nöe  | Nödinge                     | Driftplats                       |                 |

## O
| Sign | Namn             | Typ           | Anmärkning      |
| ---- | ---------------- | ------------- | --------------- |
| O    | Osby             | Driftplats    |                 |
| Ob   | Ockelbo          | Driftplats    |                 |
| Obe  | Ombenning        | Driftplats    |                 |
| Of   | Olofström        | Driftplats    |                 |
| Oh   | Oskarshamn       | Driftplats    |                 |
| Ohs  | Ohs bruk         | Driftplats    |                 |
| Ojb  | Oljeberget       | Linjeplats    |                 |
| Ol   | Oleby            | Linjeplats    |                 |
| Om   | Oskarström       | Driftplats    |                 |
| On   | Oringen          | Linjeplats    |                 |
| Ope  | Ope              | Driftplats    |                 |
| Oph  | Opphem           | Hållplats     |                 |
| Or   | Olskroken        | Driftplatsdel |                 |
| Orn  | Ornäs            | Driftplats    |                 |
| Ors  | Orsa             | Driftplats    | Inlandsbanan AB |
| Orsp | Orsa plattfabrik | Linjeplats    |                 |
| Ory  | Ormaryd          | Linjeplats    |                 |
| Os   | Orrskog          | Driftplats    |                 |
| Osl  | Oslättfors       | Driftplats    |                 |
| Osö  | Ovansjö          | Driftplats    |                 |
| Ot   | Ottebol          | Linjeplats    |                 |
| Ota  | Ormsta           | Station       | Roslagsbanan    |
| Ovs  | Ovako stål       | Linjeplats    |                 |
| Ox   | Oxie             | Hållplats     |                 |
| Oxb  | Oxberg           | Linjeplats    |                 |
| Oxd  | Oxelösund        | Driftplats    |                 |
| Oxm  | Oxmyran          | Driftplats    |                 |

## P
| Sign | Namn             | Typ            | Anmärkning      |
| ---- | ---------------- | -------------- | --------------- |
| P    | Partille         | Driftplatsdel  |                 |
| Pav  | Parkvägen        | Driftplats     | Nedlagd         |
| Pb   | Prässebo         | Driftplats     | Nedlagd         |
| Pea  | Peuravaara       | Driftplatsdel  |                 |
| Pc   | Polcirkeln       | Driftplats     |                 |
| Pgn  | Pershyttevägen   | Hållplats      | NBVJ            |
| Ph   | Pershyttan       | Station        | NBVJ            |
| Phm  | Peberholm        | Driftplats     | ÖSK             |
| Phö  | Pershyttans övre | Hållställe     | NBVJ            |
| Pia  | Piatis           | Linjeplats     |                 |
| Pii  | Pitkäjärvi       | Driftplats     |                 |
| Pj   | Porjus           | Driftplats     | Inlandsbanan AB |
| Pjf  | Porjusfallen     | Hållplats      | Inlandsbanan AB |
| Pks  | Pakkoselet       | Hållplats      | Inlandsbanan AB |
| Pl   | Pilgrimstad      | Driftplats     |                 |
| Plm  | Pauliström       | Bangårdsområde |                 |
| Plt  | Planteringen     | Övrig plats    |                 |
| Pm   | Prästmon         | Linjeplats     |                 |
| Pt   | Perstorp         | Driftplats     |                 |
| Pte  | Pallanite        | Driftplats     | JTJ             |
| Ptå  | Piteå            | Driftplats     |                 |
| På   | Pålsboda         | Driftplats     |                 |
| Påa  | Påarp            | Driftplats     |                 |
| Päb  | Piteälvsbron     | Hållplats      | Inlandsbanan AB |
| Pöb  | Pölsebo          | Driftplatsdel  |                 |

## Q
| Sign | Namn     | Typ     | Anmärkning             |
| ---- | -------- | ------- | ---------------------- |
| Qo   | Kvarnabo | Station | Anten–Gräfsnäs Järnväg |

## R
| Sign | Namn                         | Typ              | Anmärkning      |
| ---- | ---------------------------- | ---------------- | --------------- |
| R    | Rotebro                      | Driftplats       |                 |
| Ra   | Roma                         | Station          | GHJ             |
| Ral  | Ramlösa (signatur ej i bruk) | Hållställe       |                 |
| Ram  | Ramlösa                      | Hållställe       |                 |
| Ras  | Ralingsås                    | Driftplats       |                 |
| Rav  | Ravlundabro                  | Linjeplats       |                 |
| Raä  | Ravlunda bränneri            | Hållplats        |                 |
| Raö  | Ramlösa (signatur ej i bruk) | Hållställe       |                 |
| Rb   | Ronneby                      | Driftplats       |                 |
| Rbh  | Rabbalshede                  | Linjeplats       |                 |
| Rbk  | Råbäck                       | Hållplats        |                 |
| Rbo  | Röstbo                       | Driftplats       |                 |
| Rby  | Rockneby                     | Linjeplats       |                 |
| Rbä  | Repbäcken                    | Driftplats       |                 |
| Rd   | Rävlanda                     | Driftplats       |                 |
| Rdb  | Rydbo                        | Station          | Roslagsbanan    |
| Rdg  | Rydsgård                     | Hållplats        |                 |
| Ren  | Renviken                     | Hållplats        | Inlandsbanan AB |
| Rf   | Rimforsa                     | Driftplats       |                 |
| Rfb  | Rimforsa brygga              | Hållplats        |                 |
| Rft  | Reftele                      | Driftplats       |                 |
| Rgn  | Riksgränsen                  | Hållplats        |                 |
| Rh   | Rönneshytta                  | Driftplats       | Nedlagd         |
| Rjn  | Röjan                        | Linjeplats       | Inlandsbanan AB |
| Rk   | Rörvik                       | Driftplats       |                 |
| Rka  | Rinkaby                      | Linjeplats       |                 |
| Rke  | Rekarne                      | Driftplats       |                 |
| Rkö  | Rocksjön                     | Hållställe       |                 |
| Rlå  | Rällså                       | Driftplats       |                 |
| Rmh  | Rämshyttan                   | Driftplats       |                 |
| Rmn  | Ramnäs                       | Hållställe       |                 |
| Rmtp | Regumatorp                   | Driftplats       |                 |
| Rnb  | Roslags Näsby                | Station          | Roslagsbanan    |
| Rob  | Roback                       | Driftplats       |                 |
| Rog  | Rosengård                    | Hållställe       |                 |
| Rok  | Roma Kungsgård               | Station          | GHJ             |
| Ros  | Rossön                       | Driftplats       |                 |
| Ros  | Ropsten                      | Station          | Lidingöbanan    |
| Rps  | Ripats                       | Driftplats       |                 |
| Rrö  | Rörösjön                     | Hållplats        | Inlandsbanan AB |
| Rs   | Rosersberg                   | Driftplats       |                 |
| Rsi  | Råtsi                        | Driftplats       |                 |
| Rsn  | Rensjön                      | Driftplats       |                 |
| Rsä  | Rönnskärsverken              | Bangårdsområde   |                 |
| Rsö  | Ramsjö                       | Driftplats       |                 |
| Rt   | Ransta                       | Driftplats       |                 |
| Rte  | Röste                        | Linjeplats       |                 |
| Rts  | Rottneros                    | Driftplats       |                 |
| Ru   | Ragunda                      | Driftplats       |                 |
| Rud  | Ruda                         | Linjeplats       |                 |
| Ruk  | Rundvik                      | Övrig plats      |                 |
| Rum  | Runemo                       | Linjeplats       |                 |
| Rut  | Rautas                       | Driftplats       |                 |
| Rv   | Rättvik                      | Driftplats       |                 |
| Rvä  | Ringvägen                    | Saltsjöbanan     |                 |
| Ry   | Rosshyttan                   | Driftplats       |                 |
| Ryb  | Ryssjöbrink                  | Driftplats       |                 |
| Rydö | Rydö                         | Hållplats        |                 |
| Rye  | Rynge                        | Driftplats       |                 |
| Ryg  | Ryggen                       | Driftplats       |                 |
| Ryk  | Rydöbruk                     | Linjeplats       |                 |
| Rym  | Rydaholm                     | Driftplats       |                 |
| Ryr  | Ryr                          | Driftplats       |                 |
| Ryä  | Rydebäck                     | Hållplats        |                 |
| Råg  | Rågsveden                    | Linjeplats       |                 |
| Rån  | Råsjön                       | Linjeplats       |                 |
| Rås  | Råskogen                     | Driftplats       |                 |
| Råö  | Rågön                        | Driftplats       |                 |
| Räp  | Räppe                        | Ställverksområde |                 |
| Rö   | Rödberg                      | Driftplats       |                 |
| Rön  | Rönninge                     | Hållställe       |                 |
| Röp  | Rörstorp                     | Hållplats        |                 |
| Röy  | Röyttä                       | Linjeplats       |                 |

## S
| Sign | Namn                     | Typ                 | Anmärkning                  |
| ---- | ------------------------ | ------------------- | --------------------------- |
| S    | Sveg                     | Driftplats          | Inlandsbanan AB             |
| Sa   | Skölsta                  | Hållplats           | ULJ                         |
| Sa   | Skara                    | Driftplats          | Skara-Lundsbrunns Järnvägar |
| Sacg | Skara camping            | Hållplats           | Skara-Lundsbrunns Järnvägar |
| Sae  | Sandared                 | Driftplats          |                             |
| Saf  | Staffanstorp             | Linjeplats          |                             |
| Sag  | Sagsjön                  | Bangårdsområde      |                             |
| Sak  | Sandbäck                 | Driftplats          |                             |
| Sal  | Svalöv                   | Driftplats          |                             |
| Sam  | Samnan                   | Driftplats          |                             |
| Sao  | Svanskog                 | Driftplats          | JÅÅJ                        |
| Saob | Svanskogs bruk           | Övrig plats         | JÅÅJ                        |
| Saof | Svanskogs Folkets hus    | Hållplats           | JÅÅJ                        |
| Sarp | Sannarp                  | Hållställe          |                             |
| Sas  | Salsta                   | Driftplats          | nära Salsta slott           |
| Sau  | Stora Tuna               | Driftplats          |                             |
| Sba  | Spannarboda              | Driftplats          |                             |
| Sbe  | Saluböle                 | Övrig plats         |                             |
| Sbg  | Smedberg                 | Bangårdsområde      |                             |
| Sbi  | Storblåliden             | Driftplats          |                             |
| Sbk  | Stenbacken               | Driftplats          |                             |
| Sbl  | Skärblacka               | Linjeplats          |                             |
| Sbn  | Saltsjöbaden             | Station             | Saltsjöbanan                |
| Sbo  | Sibo                     | Linjeplats          |                             |
| Sbu  | Strömsnäsbruk            | Linjeplats          |                             |
| Sby  | Norra Sunderbyn          | Driftplats          |                             |
| Sci  | Stockholm City           | Driftplatsdel       |                             |
| Scst | Scoutstugan              | Hållplats           | Skånska järnvägar           |
| Sde  | Sköldinge                | Driftplats          |                             |
| Sdl  | Sandlid                  | Linjeplats          |                             |
| Sdm  | Sandmon                  | Driftplats          |                             |
| Sdn  | Saltsjö-Duvnäs           | Station             | Saltsjöbanan                |
| Sdnä | Sandsjönäs               | Hållplats           | Inlandsbanan AB             |
| Sdr  | Smålandsstenar           | Driftplats          |                             |
| Sds  | Sandsele                 | Linjeplats          | Inlandsbanan AB             |
| Sea  | Svedala                  | Driftplats          |                             |
| See  | Skene                    | Driftplats          |                             |
| Sege | Sege                     | Linjeplats          |                             |
| Sel  | Sävedalen                | Driftplatsdel       |                             |
| Sen  | Stavreviken              | Driftplats          |                             |
| Sf   | Storfors                 | Driftplats          |                             |
| Sfl  | Säffle                   | Driftplats          |                             |
| Sfn  | Storflon                 | Driftplats          |                             |
| Sg   | Stehag                   | Driftplats          |                             |
| Sgd  | Strömstads godsbangård   | Linjeplats          |                             |
| Sgm  | Segmon                   | Driftplats          |                             |
| Sgs  | Strängnäs                | Driftplats          |                             |
| Sgä  | Slagnäs                  | Driftplats          | Inlandsbanan AB             |
| Sh   | Stjärnhov                | Driftplats          |                             |
| Shd  | Sannahed                 | Bangårdsområde      |                             |
| Shm  | Söderhamn                | Linjeplats          |                             |
| Shr  | Surahammar               | Driftplats          |                             |
| Shv  | Söderhamns västra        | Driftplats          |                             |
| Shö  | Silverhöjden             | Driftplats          |                             |
| Si   | Simrishamn               | Driftplats          |                             |
| Sic  | Silverdalens centrum     | Hållplats           |                             |
| Sid  | Silverdalens bruk        | Linjeplats          |                             |
| Sif  | Sikfors                  | Hållplats           |                             |
| Sii  | Silinge                  | Driftplats          |                             |
| Sik  | Sickla                   | Hållplats           | Saltsjöbanan                |
| Sik  | Svartvik                 | Driftplats          |                             |
| Sir  | Sorsele industrispår     | Linjeplats          | Inlandsbanan AB             |
| Sjka | Sjisjka                  | Hållplats           |                             |
| Sjl  | Saltsjö-Järla            | Station             | Saltsjöbanan                |
| Sjv  | Sjövägen                 | Hållplats           |                             |
| Sk   | Skövde central           | Driftplats          |                             |
| Ska  | Skatan                   | Hållplats           |                             |
| Skb  | Skinnskatteberg          | Driftplats          |                             |
| Skbl | Skälebol                 | Driftplats          |                             |
| Skby | Skavstaby                | Driftplats          |                             |
| Ske  | Skee                     | Linjeplats          |                             |
| Skg  | Skogås                   | Driftplats          |                             |
| Skh  | Skelleftehamns nedre     | Bangårdsområde      |                             |
| Skl  | Skellefteå station       | Driftplats          |                             |
| Skms | Skymossen                | Driftplatsdel       |                             |
| Skn  | Skänninge                | Driftplats          |                             |
| Skog | Skoghall                 | Bangårdsområde      |                             |
| Skr  | Skåre                    | Driftplats          |                             |
| Skr  | Skärsätra                | Station             | Lidingöbanan                |
| Skrp | Skogstorp                | Driftplats          |                             |
| Skru | Skållerud                | Hållplats           |                             |
| Skv  | Skebokvarn               | Driftplats          |                             |
| Skä  | Skästra                  | Driftplats          |                             |
| Sl   | Sala                     | Driftplats          |                             |
| Slb  | Saleboda                 | Linjeplats          |                             |
| Slbk | Solbacka                 | Linjeplats          |                             |
| Sle  | Slätte                   | Driftplats          |                             |
| Slg  | Sällinge                 | Driftplats          |                             |
| Slj  | Selsjön                  | Driftplats          |                             |
| Slm  | Solum                    | Driftplats          |                             |
| Sln  | Solsidan                 | Station             | Saltsjöbanan                |
| Sln  | Saltkällan               | Linjeplats          |                             |
| Slnä | Sellnäs                  | Driftplats          |                             |
| Slo  | Slottsbron               | Linjeplats          |                             |
| Slru | Slommerud                | Hållplats           |                             |
| Slu  | Slussen                  | Station             | Saltsjöbanan                |
| Slä  | Selknä                   | Hållplats           |                             |
| Sm   | Sandhem                  | Driftplats          |                             |
| Sm   | Stora Mon                | Station             | NBVJ                        |
| Smd  | Strömstad                | Driftplats          |                             |
| Smj  | Smedjebacken             | Driftplats          |                             |
| Smk  | Skogsmark                | Hållplats           |                             |
| Smn  | Sommen                   | Driftplats          |                             |
| Smo  | Strömsbro                | Driftplats          |                             |
| Smp  | Smedstorp                | Hållplats           |                             |
| Smt  | Simonstorp               | Driftplats          |                             |
| Smu  | Smålands Burseryd        | Linjeplats          |                             |
| Små  | Simeå                    | Driftplats          |                             |
| Sn   | Stenkullen               | Hållplats           |                             |
| Sn   | Stensjön                 | Driftplats          | OBJ                         |
| Snb  | Snickarbo                | Driftplats          |                             |
| Sne  | Sandarne                 | Linjeplats          |                             |
| Sngå | Singsån                  | Driftplats          |                             |
| Snl  | Skan Log                 | Linjeplats          |                             |
| Snn  | Sennan                   | Linjeplats          |                             |
| Snt  | Snyten                   | Driftplats          |                             |
| Snu  | Stenungsund              | Driftplats          |                             |
| Snv  | Sandviken                | Driftplats          |                             |
| Snö  | Stensjön                 | Hållplats           |                             |
| So   | Solna                    | Driftplats          |                             |
| Soa  | Stordalen                | Driftplats          |                             |
| Sod  | Stockholm Odenplan       | Driftplatsdel       |                             |
| Soe  | Stolpen                  | Linjeplats          |                             |
| Sol  | Sollentuna               | Hållplats           |                             |
| Som  | Stormyran                | Driftplats          |                             |
| Soo  | Sankt Olof               | Driftplats          | Skånska järnvägar           |
| Sop  | Skorped                  | Driftplats          |                             |
| Sot  | Stigtomta                | Driftplats          |                             |
| Soö  | Storsjö                  | Hållplats           |                             |
| Sp   | Sparreholm               | Driftplats          |                             |
| Sph  | Skeppshult               | Linjeplats          |                             |
| Spj  | Spjutsbygd               | Driftplats          |                             |
| Spjb | Spjutbäcken              | Linjeplats          |                             |
| Spk  | Sprängsviken             | Linjeplats          |                             |
| Spn  | Stolpstugan              | Driftplats          |                             |
| Spy  | Spännarhyttan            | Linjeplats          | ENJ                         |
| Spå  | Spånga                   | Driftplats          |                             |
| Spä  | Spångenäs                | Linjeplats          | FAS                         |
| Sr   | Storå                    | Driftplats          |                             |
| Sre  | Söderbärke               | Driftplats          |                             |
| Srn  | Sörtjärn                 | Hållplats           | Inlandsbanan AB             |
| Sro  | Storebro                 | Linjeplats          |                             |
| Srp  | Skurup                   | Driftplats          |                             |
| Srr  | Skattkärr                | Driftplats          |                             |
| Srs  | Sorsele                  | Driftplats          | Inlandsbanan AB             |
| Srt  | Strömtorp                | Driftplats          |                             |
| Sru  | Skruv                    |                     |                             |
| Srv  | Storvreta                | Driftplats          |                             |
| Srö  | Ströms Vattudal          |                     | Inlandsbanan AB             |
| Ss   | Stenstorp                | Driftplats          |                             |
| Ssa  | Sjösa                    | Driftplats          |                             |
| Ssd  | Strömsund                | Bangårdsområde      | Inlandsbanan AB             |
| Ssh  | Strömsholm               | Driftplats          |                             |
| Ssl  | Stensele                 |                     |                             |
| Ssp  | Svenstorp                | Station             | nedlagd                     |
| Sst  | Stockholms södra         | Driftplats          |                             |
| Ssu  | Sissehult                | Hållplats           |                             |
| Ssu  | Stocksund                | Station             | Roslagsbanan                |
| Sså  | Stenselesågen            | Linjeplats          |                             |
| Ssä  | Segersäng                | Driftplats          |                             |
| St   | Säter                    | Driftplats          |                             |
| Sta  | Stuvsta                  | Hållställe          |                             |
| Stb  | Stångby                  | Hållplats           |                             |
| Std  | Stöde                    | Driftplats          |                             |
| Ste  | Svarte                   | Hållställe          |                             |
| Sten | Stegsskogen              | Driftplats          |                             |
| Stg  | Stadsgården              | Bangårdsområde      | Saltsjöbanan                |
| Sth  | Stora Höga               | Driftplats          |                             |
| Sti  | Storbergets industrispår | Linjeplats          | Inlandsbanan AB             |
| Stje | Stjerneskolan            | Hållställe          |                             |
| Stk  | Sikträsk                 | Driftplats          |                             |
| Stl  | Ställdalen               | Driftplats          |                             |
| Stlv | Stora Levene             | Hållplats           |                             |
| Stn  | Sidertjärn               | Hållplats           | Inlandsbanan AB             |
| Sto  | Storträsk                | Driftplats          |                             |
| Ston | Stockviksverkens nedre   | Linjeplats          |                             |
| Stoö | Stockviksverkens övre    | Linjeplats          |                             |
| Stp  | Svågertorp               | Driftplats          |                             |
| Str  | Storlien                 | Driftplats          |                             |
| Sts  | Storsund                 | Driftplats          |                             |
| Stt  | Stäket                   | Driftplats (Slopad) |                             |
| Stv  | Stavre                   | Driftplats          |                             |
| Stå  | Sollefteå                | Driftplats          |                             |
| Stä  | Storängen                | Station             | Saltsjöbanan                |
| Stä  | Sandträsk                | Driftplats          |                             |
| Stö  | Strångsjö                | Driftplats          |                             |
| Sub  | Sundbyberg               | Driftplats          |                             |
| Suc  | Sundsvalls central       | Driftplats          |                             |
| Sudv | Sunds verkstäder         | Linjeplats          |                             |
| Sue  | Surte                    | Driftplats          |                             |
| Suf  | Sturefors                | Hållplats           |                             |
| Sui  | Skuckuviken              | Linjeplats          | Inlandsbanan AB             |
| Sum  | Storuman                 | Driftplats          | Inlandsbanan AB             |
| Sumf | Storumans fabriksspår    | Linjeplats          |                             |
| Sun  | Sunne                    | Driftplats          |                             |
| Sur  | Skutskär                 | Driftplats          |                             |
| Surn | Skutskärs norra          | Hållplats           |                             |
| Sus  | Sunderbyns sjukhus       | Driftplats          |                             |
| Sutj | Suttertjärn              | Linjeplats          |                             |
| Suv  | Sundsvalls västra        | Hållställe          |                             |
| Suvå | Sundsvalls västra        | Hållställe          |                             |
| Sv   | Storvik                  | Driftplats          |                             |
| Svbn | Svartbäckens nedre       | Driftplats          | JTJ                         |
| Svc  | Svenstaviks centrum      | Hållplats           | Inlandsbanan AB             |
| Sve  | Säve                     | Driftplats          |                             |
| Svg  | Svenshögen               | Driftplats          |                             |
| Svi  | Södra Vi                 | Linjeplats          |                             |
| Svj  | Svedje                   | Driftplats          |                             |
| Svk  | Svenstavik               | Driftplats          | Inlandsbanan AB             |
| Svm  | Svaneholm                | Linjeplats          |                             |
| Svt  | Sävast                   | Driftplats          |                             |
| Svv  | Svappavaara              | Driftplats          |                             |
| Svå  | Svartå                   | Driftplats          |                             |
| Svö  | Skytts Vemmerlöv         | Driftplats          |                             |
| Sx   | Saxvattnet               | Linjeplats          |                             |
| Sy   | Stockaryd                | Driftplats          |                             |
| Syd  | Skillingaryd             | Driftplats          |                             |
| Syt  | Skyttorp                 | Hållplats           |                             |
| Så   | Så                       | Linjeplats          |                             |
| Sårs | Söråkers södra           | Driftplats          |                             |
| Sås  | Skanderåsen              | Linjeplats          | Inlandsbanan AB             |
| Sä   | Sävsjö                   | Hållplats           |                             |
| Säg  | Söräng                   | Linjeplats          |                             |
| Säk  | Svärtträsk               | Linjeplats          | Inlandsbanan AB             |
| Säp  | Skärpan                  | Driftplats          |                             |
| Sär  | Sävenäs rangerbangård    | Driftplatsdel       |                             |
| Säu  | Sunnäsbruk               | Driftplats          |                             |
| Säv  | Sävenäs                  | Hållställe          |                             |
| Säy  | Säby, Uppsala kommun     | Driftplats          |                             |
| Söc  | Södertälje centrum       | Driftplatsdel       |                             |
| Söd  | Södertälje hamn          | Driftplatsdel       |                             |
| Södy | Söderby                  | Driftplats          |                             |
| Söe  | Stora Köpinge            | Hållplats           | nedlagd                     |
| Sög  | Sölvesborg               | Driftplats          |                             |
| Sök  | Stöcke                   | Övrig plats         |                             |
| Söka | Södertälje kanal         | Linjeplats          |                             |
| Söla | Sösdala                  | Hållplats           |                             |
| Sön  | Svartön                  | Bangårdsområde      |                             |
| Söu  | Södertälje syd undre     | Driftplatsdel       |                             |
| Söv  | Skelleftehamns övre      | Driftplats          |                             |
| Söy  | Sjöbygget                | Hållplats           | ÖSlJ                        |
| Söö  | Södertälje syd övre      | Driftplats          |                             |

## T
| Sign  | Namn                  | Typ            | Anmärkning      |
| ----- | --------------------- | -------------- | --------------- |
| T     | Töreboda              | Driftplats     |                 |
| Tab   | Tattby                | Hållplats      | Saltsjöbanan    |
| Tad   | Talludden             | Hållplats      |                 |
| Tag   | Taberg                | Hållplats      |                 |
| Tb    | Tillberga             | Driftplats     |                 |
| Tba   | Tystberga             | Driftplats     |                 |
| Tbl   | Tibble                | Station        | Roslagsbanan    |
| Tbn   | Torbacken             | Driftplats     |                 |
| Tbn   | Torsbacken            | Driftplats     |                 |
| Tbo   | Tobo                  | Driftplats     |                 |
| Tbr   | Tibro                 | Driftplats     |                 |
| Tby   | Tandsbyn              | Linjeplats     | Inlandsbanan AB |
| Tdj   | Trödje                | Driftplats     |                 |
| Tdö   | Tandsjöborg           | Hållplats      | Inlandsbanan AB |
| Te    | Tule                  | Station        | GHJ             |
| Teg   | Tule grusgrop         | -              | GHJ             |
| Tel   | Tagel                 | Hållplats      |                 |
| Teo   | Torebo                | Driftplats     |                 |
| Tet   | Tolikberget           | Driftplats     |                 |
| Tgp   | Tågarp                | Driftplats     |                 |
| Tgs   | Trångstad             | Hållplats      |                 |
| Th    | Tenhult               | Driftplats     |                 |
| Tha   | Tornehamn             | Hållplats      |                 |
| Thd   | Tallhed               | Linjeplats     | Inlandsbanan AB |
| Thk   | Tornehamns kyrkogård  | Hållplats      |                 |
| Thl   | Tornhill              | Driftplats     |                 |
| Thm   | Träskholm             | Driftplats     |                 |
| Thn   | Trollhättan           | Driftplats     |                 |
| Thö   | Trehörningsjö         | Driftplats     |                 |
| Tib   | Triabo                | Hållplats      |                 |
| Tim   | Timsfors              | Linjeplats     |                 |
| Tip   | Tippen                | Hållplats      | Saltsjöbanan    |
| Tip   | Tierp                 | Driftplats     |                 |
| Tj    | Tjunnaryd             | Hållplats      |                 |
| Tja   | Tjappsåive            | Hållplats      | Inlandsbanan AB |
| Tjs   | Tjugonde slussen      | Linjeplats     |                 |
| Tjsk  | Tjustskolan           | Hållplats      |                 |
| Tjsp  | Tjustskolan           | Hållställe     |                 |
| Tju   | Tjursbo               | Hållplats      | FAS             |
| Tks   | Torskors              | Linjeplats     |                 |
| Tkt   | Turkiet               | F d driftplats |                 |
| Tl    | Tallåsen              | Driftplats     |                 |
| Tlg   | Tällberg              | Driftplats     |                 |
| Tli   | Tomelilla             | Driftplats     |                 |
| Tll   | Tellejåkk             | Hållplats      |                 |
| Tlt   | Tolita                | Hållplats      |                 |
| Tm    | Tomteboda godsbangård | Driftplats     |                 |
| Tmö   | Tomteboda övre        | Driftplats     |                 |
| Tn    | Tannefors             | Hållställe     |                 |
| Tna   | Tuna                  | Driftplats     | FAS             |
| Tnk   | Torneträsk            | Driftplats     |                 |
| Tns   | Tranås                | Driftplats     |                 |
| Tnu   | Tanum                 | Driftplats     |                 |
| To    | Torpshammar           | Driftplats     |                 |
| Tob   | Totebo                | Driftplats     | FAS             |
| Tof   | Tofta                 | Hållplats      |                 |
| Top   | Torpåkra              | Hållplats      |                 |
| Tor   | Torneå                | Driftplats     |                 |
| Tot   | Toresta               | Driftplats     |                 |
| Tou   | Torup                 | Driftplats     |                 |
| Tov   | Torsvik               | Driftplats     |                 |
| Tov   | Torsvik               | Station        | Lidingöbanan    |
| Toy   | Torsby                | Driftplats     |                 |
| Tp    | Torpa                 | Hållplats      | NBVJ            |
| Tp    | Teckomatorp           | Driftplats     |                 |
| Tpu   | Tappudden             | Linjeplats     | Inlandsbanan AB |
| Trd   | Traryd                | Linjeplats     |                 |
| Tre   | Trekanten             | Driftplats     |                 |
| Trg   | Trelleborg            | Driftplats     |                 |
| Tri   | Triangeln             | Hållplats      |                 |
| Trm   | Trolmen               | Hållplats      |                 |
| Tro   | Trollforsen           | Linjeplats     |                 |
| Trå   | Timrå                 | Driftplats     |                 |
| Ts    | Tungelsta             | Driftplats     |                 |
| Tsg   | Tågsjöberg            | Driftplats     |                 |
| Tsl   | Tisselskog            | Linjeplats     |                 |
| Tså   | Torsåker              | Driftplats     |                 |
| Ttu   | Tortuna               | Driftplats     |                 |
| Tu    | Tumba                 | Driftplats     |                 |
| Tud   | Tunadal               | Linjeplats     |                 |
| Tug   | Tunagård              | Hållplats      | Roslagsbanan    |
| Tul   | Tullinge              | Hållplats      |                 |
| Tun   | Tunneby               | Driftplats     |                 |
| Tvb   | Tväråbäck             | Driftplats     |                 |
| Tvd   | Torved                | Hållplats      |                 |
| Tve   | Tveta                 | Hållplats      |                 |
| Tvä   | Tvärålund             | Driftplats     |                 |
| Tx    | Taxinge-Näsby         | Station        | ÖSlJ            |
| Ty    | Tyringe               | Driftplats     |                 |
| Tye   | Tyllered              | Driftplats     |                 |
| Tåd   | Trångsund             | Hållplats      |                 |
| Tår   | Tårajaur              | Hållplats      |                 |
| Tås   | Tallås                | Driftplats     | JTJ             |
| Tåsgr | Tallås grusgropsväxel | Linjeplats     | JTJ             |
| Tåv   | Trångsviken           | Driftplats     |                 |
| Täb   | Täby kyrkby           | Station        | Roslagsbanan    |
| Täc   | Täby centrum          | Hållplats      | Roslagsbanan    |
| Täl   | Täljö                 | Station        | Roslagsbanan    |
| Täl   | Tälle                 | Driftplatsdel  |                 |
| Tö    | Tjörnarp              | Driftplats     |                 |
| Töe   | Tösse                 | Driftplats     |                 |
| Töv   | Töva                  | Driftplats     |                 |

## U
| Sign | Namn                      | Typ            | Anmärkning      |
| ---- | ------------------------- | -------------- | --------------- |
| U    | Uppsala C                 | Driftplats     |                 |
| Udl  | Ulriksdal                 | Driftplats     |                 |
| Uf   | Ulriksfors                | Driftplats     | Inlandsbanan AB |
| Ufio | Ulriksfors industriområde | Bangårdsområde |                 |
| Ulv  | Ulvsunda                  | Bangårdsområde |                 |
| Uly  | Ulvshyttan                | Driftplats     |                 |
| Un   | Undersåker                | Driftplats     |                 |
| Una  | Uppsala norra             | Driftplats     |                 |
| Unv  | Universitetet             | Station        | Roslagsbanan    |
| Up   | Uppåkra                   | Driftplats     |                 |
| Uph  | Upphärad                  | Driftplats     |                 |
| Upv  | Upplands Väsby            | Driftplats     |                 |
| Utp  | Ulvstorp                  | Driftplats     |                 |
| Uts  | Utsikten                  | Driftplats     |                 |
| Uv   | Uddevalla central         | Driftplats     |                 |
| Uvh  | Uddevalla hamn            | Bangårdsområde |                 |
| Uvn  | Ursviken                  | Linjeplats     |                 |
| Uå   | Umeå C                    | Driftplatsdel  |                 |
| Uå   | Umeå                      | Driftplats     |                 |
| Uågb | Umeå godsbangård          | Driftplatsdel  |                 |
| Uåö  | Umeå östra                | Driftplatsdel  |                 |
| Uö   | Uddevalla östra           | Hållplats      |                 |
| Uö   | Uppsala östra             | Station        | ULJ             |

## V
| Sign | Namn                    | Typ            | Anmärkning      |
| ---- | ----------------------- | -------------- | --------------- |
| V    | Värnamo                 | Driftplats     | Se även Väc     |
| V    | Vikersvik               | Hållplats      | NBVJ            |
| Vaa  | Vara                    | Driftplats     |                 |
| Vad  | Vad                     | Linjeplats     |                 |
| Vag  | Vargön                  | Driftplats     |                 |
| Vaj  | Varjisträsk             | Linjeplats     | Inlandsbanan AB |
| Vas  | Valstad                 | Hållplats      | FAS             |
| Vb   | Varberg                 | Driftplats     |                 |
| Vbc  | Varberg central         | Driftplatsdel  |                 |
| Vbd  | Västra Bodarne          | Hållplats      |                 |
| Vbg  | Västberga               | Bangårdsområde |                 |
| Vbm  | Viggbyholm              | Station        | Roslagsbanan    |
| Vbt  | Vejbyslätt              | Driftplats     |                 |
| Vbä  | Verkebäck               | Driftplats     | FAS             |
| Vda  | Veda                    | Driftplats     |                 |
| Vdb  | Värmlandsbro            | Driftplats     |                 |
| Vdi  | Veddige                 | Driftplats     |                 |
| Vdl  | Vedalund                | Station        | Roslagsbanan    |
| Vdn  | Vindeln                 | Driftplats     |                 |
| Vds  | Vadsbro                 | Driftplats     |                 |
| Vdv  | Vedevåg                 | Driftplats     |                 |
| Ve   | Väse                    | Driftplats     |                 |
| Vea  | Velanda                 | Driftplats     |                 |
| Ved  | Vedum                   | Driftplats     |                 |
| Vena | Vena                    | Linjeplats     | FAS             |
| Vev  | Vendevägen              | Hållplats      | Roslagsbanan    |
| Vf   | Vartofta                | Driftplats     |                 |
| Vfa  | Vissefjärda             | Driftplats     |                 |
| Vfo  | Viskafors               | Driftplats     |                 |
| Vg   | Vänersborg C            | Driftplats     |                 |
| Vga  | Vega                    | Hållplats      |                 |
| Vgd  | Vaggeryd                | Driftplats     |                 |
| Vgf  | Volgsjöfors             | Linjeplats     | Inlandsbanan AB |
| Vgs  | Volgsele                | Hållplats      | Inlandsbanan AB |
| Vgå  | Vårgårda                | Driftplats     |                 |
| Vh   | Vegeholm                | Driftplats     |                 |
| Vha  | Vattholma               | Hållplats      |                 |
| Vhd  | Vagnhärad               | Driftplats     |                 |
| Vhe  | Västerhaninge           | Driftplats     |                 |
| Vht  | Värdshuset              | Hållplats      | ÖSlJ            |
| Vhy  | Vikmanshyttan           | Driftplats     |                 |
| Via  | Via                     | Driftplats     |                 |
| Vib  | Vimmerby                | Driftplats     |                 |
| Vibh | Vimmerby Hamra          | Linjeplats     |                 |
| Vid  | Västra Ingelstad        | Driftplats     |                 |
| Vim  | Vimnarp                 | Driftplats     |                 |
| Vir  | Virrestad               | Hållplats      |                 |
| Vis  | Visinge                 | Station        | Roslagsbanan    |
| Visk | Viskan                  | Driftplats     |                 |
| Vit  | Vittaryd                | Linjeplats     |                 |
| Viv  | Vittjokksvägen          | Hållplats      |                 |
| Vj   | Vassijaure              | Driftplats     |                 |
| Vjm  | Vojmån                  | Driftplats     | Inlandsbanan AB |
| Vk   | Västervik               | Driftplats     |                 |
| Vka  | Vika                    | Linjeplats     |                 |
| Vkj  | Vaikijaur               | Hållplats      | Inlandsbanan AB |
| Vkä  | Vallkärra               | Driftplats     |                 |
| Vl   | Vallsta                 | Driftplats     |                 |
| Vld  | Vinlidsberg             | Linjeplats     | Inlandsbanan AB |
| Vln  | Vallnäs                 | Linjeplats     |                 |
| Vlt  | Vallentuna              | Station        | Roslagsbanan    |
| Vm   | Vattjom                 | Driftplats     |                 |
| Vma  | Vilhelmina              | Driftplats     | Inlandsbanan AB |
| Vman | Vilhelmina norra        | Hållplats      | Inlandsbanan AB |
| Vmat | Vilhelmina timmer       | Linjeplats     | Inlandsbanan AB |
| Vme  | VME                     | Linjeplats     |                 |
| Vn   | Värtan                  | Linjeplats     |                 |
| Vna  | Voxna                   | Linjeplats     |                 |
| Vns  | Vännäs station          | Driftplats     |                 |
| Vnt  | Vackernäset             | Linjeplats     |                 |
| Vnö  | Vinnö                   | Linjeplats     |                 |
| Vo   | Vansbro                 | Driftplats     |                 |
| Vr   | Vingåker                | Driftplats     |                 |
| Vre  | Vrena                   | Driftplats     |                 |
| Vrn  | Verveln                 | Hållplats      |                 |
| Vru  | Vekerum                 | Driftplats     |                 |
| Vrö  | Värö                    | Driftplats     |                 |
| Vs   | Vislanda                | Driftplats     |                 |
| Vsd  | Vikingstad              | Driftplats     |                 |
| Vsg  | Valskogs station        | Driftplats     |                 |
| Vsk  | Vuonoskogen             | Driftplats     |                 |
| Vsm  | Virserum                | Driftplats     |                 |
| Vso  | Virsbo                  | Driftplats     |                 |
| Vst  | Vadstena                | Driftplats     |                 |
| Vsö  | Viresjö                 | Driftplats     |                 |
| Vt   | Vretstorp               | Driftplats     |                 |
| Vta  | Vetlanda                | Driftplats     |                 |
| Vtk  | Vitaby kyrka            | Hållplats      |                 |
| Vtn  | Vattnäs                 | Hållplats      | Inlandsbanan AB |
| Vto  | Västra Torup            | Driftplats     |                 |
| Vtv  | Vitvattnet              | Driftplats     |                 |
| Vty  | Vitaby                  | Driftplats     |                 |
| Vv   | Vallvik                 | Driftplats     |                 |
| Vxft | Växel 143               | Linjeplats     |                 |
| Vxn  | Våxnäs                  | Bangårdsområde |                 |
| Vå   | Västerås centralstation | Driftplatsdel  |                 |
| Vå   | Västerås                | Driftplats     |                 |
| Våam | Västerås djuphamn       | Bangårdsområde |                 |
| Våb  | Vålberg                 | Linjeplats     |                 |
| Våk  | Vallåkra                | Driftplats     |                 |
| Vån  | Västerås Norra          | Driftplats     |                 |
| Våv  | Västerås västra         | Driftplatsdel  |                 |
| Vä   | Väring                  | Driftplats     |                 |
| Väc  | Värnamo central         | Driftplatsdel  | Se även V       |
| Väd  | Vätteryd                | Driftplats     |                 |
| Väj  | Väja                    | Linjeplats     |                 |
| Väm  | Väderum                 | Hållplats      | FAS             |
| Vät  | Västra Ämtervik         | Linjeplats     |                 |
| Väy  | Västeraspby             | Driftplats     |                 |
| Vö   | Växjö                   | Driftplats     |                 |
| Vön  | Vassjön vid (Vassjön)   | Hållplats      | Inlandsbanan AB |
| Vöv  | Vinslöv                 | Driftplats     |                 |

## W
| Sign | Namn | Typ        | Anmärkning |
| ---- | ---- | ---------- | ---------- |
| Wibe | WIBE | Linjeplats |            |

## X
Norska stationer i Trafikverkets tabeller, norsk signatur med X före.
Trafikverket har under 2000-talet övergått till att använda formatet NO.XXX där XXX är norsk signatur, exempelvis NO.OSL för Oslo S. Lista över norska signaturer:.
| Xalg | Alnabru godsbangård     |
| Xasp | Aspedammen              |
| Xbg  | Berg                    |
| Xbjf | Bjørnfjell              |
| Xbrg | Bergen                  |
| Xbö  | Brakerøya               |
| Xdb  | Dombås                  |
| Xdrm | Drammen                 |
| Xfs  | Fredrikstad             |
| Xgmo | General Motors sidespor |
| Xgo  | Geilo                   |
| Xgol | Gol                     |
| Xgro | Grorud                  |
| Xhel | Hell                    |
| Xhg  | Haga                    |
| Xhld | Halden                  |
| Xhm  | Hamar                   |
| Xhmd | Heimdal                 |
| Xho  | Hove                    |
| Xhs  | Hønefoss                |
| Xkat | Katterat                |
| Xkbg | Kongsberg               |
| Xkvg | Kongsvinger             |
| Xlga | Loenga                  |
| Xlh  | Lillehammer             |
| Xlls | Lillestrøm              |
| Xlm  | Lillestrøm              |
| Xloe | Loenga                  |
| Xmag | Magnor                  |
| Xmo  | Moss                    |
| Xmy  | Myrdal                  |
| Xnk  | Narvik                  |
| Xosl | Oslo Sentralstasjon     |
| Xot  | Otta                    |
| Xrom | Rombakk                 |
| Xsri | Sørli                   |
| Xsör | Sørli                   |
| Xrvy | Rolvsøy                 |
| Xsb  | Sarpsborg               |
| Xsbo | Sarpsborg               |
| Xsgn | Skogn                   |
| Xsms | Straumsnes              |
| Xsr  | Skotterud               |
| Xtnd | Trondheim               |
| Xvi  | Vinstra                 |
| Xål  | Ål                      |
| Xårn | Årnes                   |

## Y
| Sign | Namn        | Typ        | Anmärkning      |
| ---- | ----------- | ---------- | --------------- |
| Y    | Ystad       | Driftplats |                 |
| Yb   | Ytterby     | Driftplats |                 |
| Yl   | Ytterhogdal | Driftplats | Inlandsbanan AB |
| Ym   | Yttermalung | Linjeplats |                 |
| Yö   | Yttersjön   | Driftplats |                 |

## Z
Danska stationer i Trafikverkets tabeller. Dansk trafikplatssignatur med Z före (fast omskrivet æ→ae och ø→ö)
Trafikverket har under 2000-talet övergått till att använda formatet DK.XX där XX är dansk signatur, exempelvis DK.KH för Köpenhamn H. Lista över danska signaturer:
| Zcph | Københavns lufthavn               |
| Zdro | Drogden                           |
| Zgae | Espergærde                        |
| Zgl  | Glostrup                          |
| Zhg  | Helsingør                         |
| Zhgl | Helgoland - Depå nära Svanemøllen |
| Zhl  | Hellerup                          |
| Zhum | Humlebæk                          |
| Zkh  | København H                       |
| Zkk  | Østerport                         |
| Zkl  | Klampenborg                       |
| Zklv | Kalvebod                          |
| Zkn  | Nørreport Köpenhamn               |
| Zni  | Nivå                              |
| Zoj  | Vojens                            |
| Zok  | Kokkedal                          |
| Zru  | Rungsted Kyst                     |
| Zsq  | Snekkersten                       |
| Zså  | Skodsborg                         |
| Ztåt | Tårnby                            |
| Zvb  | Vedbæk                            |
| Zöre | Ørestad                           |

## Å
| Sign | Namn                  | Typ              | Anmärkning      |
| ---- | --------------------- | ---------------- | --------------- |
| Å    | Åsbro                 | Driftplats       |                 |
| Åa   | Åseda                 | Driftplats       |                 |
| Åb   | Åsensbruk             | Driftplats       |                 |
| Åba  | Ålberga               | Driftplats       |                 |
| Åbe  | Årstaberg             | Hållställe       |                 |
| Åbg  | Åkersberga            | Station          | Roslagsbanan    |
| Åbo  | Åbo                   | Hållplats        | JTJ             |
| Åby  | Åby                   | Driftplats       |                 |
| Åd   | Ådalsliden            | Driftplats       |                 |
| Åg   | Ånge                  | Driftplats       |                 |
| Åg   | Ånge ställverksområde | Ställverksområde |                 |
| Åga  | Ångsta                | Hållplats        |                 |
| Åggb | Ånge godsbangård      | Driftplats       |                 |
| Ågy  | Ångebyn               | Driftplats       |                 |
| Åh   | Åshammar              | Driftplats       |                 |
| Åhus | Åhus                  | Linjeplats       |                 |
| Åk   | Åkarp                 | Driftplatsdel    |                 |
| Åkg  | Årskogen              | Driftplats       |                 |
| Åki  | Åkers International   | Bangårdsområde   |                 |
| Åkn  | Åkarps norra          | Driftplats       |                 |
| Åks  | Åkers styckebruk      | Linjeplats       |                 |
| Åkt  | Åskott                | Linjeplats       | Inlandsbanan AB |
| Ål   | Åmål                  | Driftplats       |                 |
| Åldj | Åmåls djuphamn        | Hållställe       |                 |
| Ålg  | Ålsäng                | Driftplats       |                 |
| Ålö  | Åmåls östra           | Driftplats       |                 |
| Åm   | Åmsele                | Linjeplats       |                 |
| Åmi  | Åminne                | Linjeplats       |                 |
| Åmn  | Ångsågsmossen         | Driftplats       |                 |
| Ånm  | Ånimskog              | Driftplats       |                 |
| Ånn  | Ånn                   | Driftplats       |                 |
| Åp   | Åstorp                | Driftplats       |                 |
| Åre  | Åre                   | Driftplats       |                 |
| Årsb | Årstabron             | Driftplats       |                 |
| Åru  | Åkers Runö            | Station          | Roslagsbanan    |
| Ås   | Ås                    | Hållplats        |                 |
| Ås   | Årsta                 | Hållplats        | ULJ             |
| Åsa  | Åsa                   | Driftplats       |                 |
| Åsal | Åsarna central        | Driftplats       | Inlandsbanan AB |
| Åsha | Åhus hamn             | Bangårdsområde   |                 |
| Åsra | Åsarna södra          | Hållplats        | Inlandsbanan AB |
| Åst  | Åsträsk               | Driftplats       |                 |
| Åt   | Åmotfors              | Driftplats       |                 |
| Åvg  | Åtvidaberg            | Driftplats       |                 |
| Åä   | Åänge                 | Linjeplats       |                 |

## Ä
| Sign | Namn               | Typ         | Anmärkning      |
| ---- | ------------------ | ----------- | --------------- |
| Ä    | Ängelholm          | Driftplats  |                 |
| Äbg  | Ängelsberg         | Driftplats  |                 |
| Äfs  | Äggfors            | Linjeplats  |                 |
| Äh   | Älmhult            | Driftplats  |                 |
| Äk   | Älvkarleö          | Driftplats  |                 |
| Äl   | Älgarås            | Driftplats  |                 |
| Älo  | Älvho              | Driftplats  | Inlandsbanan AB |
| Äls  | Älvros             | Hållplats   | Inlandsbanan AB |
| Än   | Älvängen           | Driftplats  |                 |
| Äng  | Äng                | Driftplats  |                 |
| Änö  | Ängersjö           | Övrig plats |                 |
| Äp   | Äppelbo            | Hållplats   |                 |
| Äp   | Älvstorp           | Linjeplats  | NBVJ            |
| Äs   | Älvsjö             | Driftplats  |                 |
| Äsb  | Älandsbro          | Linjeplats  |                 |
| Äsg  | Älvsjö godsbangård | Driftplats  |                 |
| Äsr  | Äskekärr           | Hållplats   |                 |
| Ätk  | Ättekulla          | Linjeplats  |                 |
| Äy   | Älvsbyn            | Driftplats  |                 |

## Ö
| Sign | Namn                   | Typ           | Anmärkning      |
| ---- | ---------------------- | ------------- | --------------- |
| Ö    | Örtofta                | Driftplats    |                 |
| Öa   | Ökna                   | Driftplats    |                 |
| Öal  | Österalnö              | Driftplats    |                 |
| Öb   | Örebro S               | Hållställe    |                 |
| Öbl  | Ösjöbol                | Hållplats     |                 |
| Öbn  | Örabäcken              | Driftplats    |                 |
| Öbyi | Öjebyns industriområde | Linjeplats    |                 |
| Öda  | Ödåkra                 | Driftplats    |                 |
| Ödh  | Ödhult                 | Hållplats     |                 |
| Ög   | Östra Grevie           | Linjeplats    |                 |
| Öf   | Öfalla                 | Hållplats     | NBVJ            |
| Öga  | Östberga               | Hållplats     | Roslagsbanan    |
| Ögd  | Övergård               | Linjeplats    |                 |
| Öh   | Örbyhus                | Driftplats    |                 |
| Öhl  | Överhogdal             | Hållplats     | Inlandsbanan AB |
| Öhlg | Överhogdals grusgrop   | Linjeplats    | Inlandsbanan AB |
| Öj   | Östansjö               | Driftplatsdel |                 |
| Öjr  | Öjervik                | Hållplats     |                 |
| Ök   | Örnsköldsvik C         | Driftplats    |                 |
| Ökn  | Örnsköldsvik N         | Övrig plats   |                 |
| Ökv  | Örnsköldsvik V         | Hållställe    |                 |
| Öl   | Ölme                   | Driftplats    |                 |
| Ömn  | Ömmeln                 | Driftplats    |                 |
| Önd  | Önnestad               | Driftplats    |                 |
| Ör   | Örebro C               | Driftplats    |                 |
| Ös   | Östersund C            | Driftplats    |                 |
| Ösk  | Österskär              | Station       | Roslagsbanan    |
| Öso  | Ösmo                   | Driftplats    |                 |
| Öst  | Östra Tommarp          | Hållplats     |                 |
| Öst  | Stockholms östra       | Station       | Roslagsbanan    |
| Ösv  | Östervik               | Hållplats     | Saltsjöbanan    |
| Ösv  | Östersund V            | Hållställe    |                 |
| Öså  | Österås                | Driftplats    |                 |
| Öte  | Östertälje             | Hållplats     |                 |
| Öv   | Östavall               | Driftplats    |                 |
| Övb  | Överby                 | Hållplats     |                 |
| Övg  | Ödemarksvägen          | Hållplats     |                 |
| Övl  | Östra Vemmerlöv        | Linjeplats    |                 |
| Övm  | Överum                 | Driftplats    |                 |
| Övmb | Överums bruk           | Hållställe    |                 |
| Övn  | Östervärn              | Driftplats    |                 |
| Övö  | Övsjö                  | Driftplats    |                 |
| Öx   | Öxnered                | Driftplats    |                 |
| Öä   | Öre älv                | Driftplats    |                 |
| Öäg  | Österäng               | Hållplats     |                 |

### Förklaringar till tabellen
Att en trafikplats har typ "Station" innebär inte att stationen med säkerhet fortfarande är aktiv för järnvägstrafik. Verksamheten kan vara nerlagd. Byggnaden kan vara riven. Även själva banvallen kan vara riven.
I samband med att ett nytt regelverk JTF infördes 2009, istället för det äldre SÄO, har en del termer ändrats för undvika missförstånd. Det som hette "Station" i listan heter numera "Driftplats" på Trafikverkets nät, för att inte förväxlas med allmänhetens term "plats där persontåg stannar för passagerare", eftersom sådana stopp också kan ske på hållplats eller hållställe, och för att många ställen som kallades station inte hade på- eller avstigning för passagerare. Se även Järnvägsstation. 
De järnvägar som inte tillhör Trafikverkets nät, till exempel museijärnvägar, kan fortfarande använda termen station.

## Övriga trafikplatser
Dessa fanns med på denna sida förut, saknas av olika skäl i Järnvägsstyrelsens lista.
| Sign | Namn                     |
| ---- | ------------------------ |
| Blk  | Bollstabruk              |
| Brb  | Brobacka                 |
| Bt   | Bengtstorp               |
| Flä  | Flisbäck                 |
| Fos  | Fredriksfors             |
| Fsa  | Forsa                    |
| Gmg  | Grängesbergs malmbangård |
| Har  | Hasslerör                |
| Inh  | Insjöhamn                |
| Khy  | Klenshyttan              |
| Km   | Krampen                  |
| Ko   | Kvarnebo                 |
| Kral | Kiruna lokbangård        |
| Lba  | Långbacka                |
| Lt   | Lerot                    |
| Lövh | Lövholmen                |
| Mno  | Mora-Noret               |
| Mssb | Mönsterås bruk           |
| Pbg  | Persberg                 |
| Rbd  | Rabbalshede              |
| Sdu  | Sandudden                |
| Srö  | Ströms vattudal          |
| Vtn  | Vetlanda                 |
| Ysl  | Yttersel                 |

## Verkstäder med egen signatur
| Sign | Namn                                           |              |
| ---- | ---------------------------------------------- | ------------ |
| Bgä  | Bombardier Transportation Lokverkstad, Gävle   |              |
| Bsäv | Bombardier Transportation Lokverkstad, Sävenäs |              |
| Btn  | Bombardier Transportation Lokverkstad, Nässjö  |              |
| Lblg | Lokverkstaden, Borlänge                        |              |
| Lgä  | Lokverkstaden, Gävle                           |              |
| Lh   | Lokverkstaden, Hallsberg                       |              |
| Lhb  | Lokverkstaden, Helsingborg                     | Nedlagd      |
| Lhgl | Lokverkstaden, Hagalund                        |              |
| Lle  | Lokverkstaden, Luleå                           |              |
| Llp  | Lokverkstaden, Linköping                       |              |
| Lm   | Lokverkstaden, Malmö                           |              |
| Lmgb | Lokverkstaden, Malmö godsbangård               |              |
| Ln   | Lokverkstaden, Nässjö                          |              |
| Lsäv | Lokverkstaden, Sävenäs                         |              |
| Möv  | Mörby verkstad                                 | Roslagsbanan |
| Phgl | Vagnverkstaden, Hagalund                       |              |
| Ple  | Vagnverkstaden, Luleå                          |              |
| Pm   | Vagnverkstaden, Malmö                          |              |
| Por  | Vagnverkstaden, Olskroken                      |              |
| Rkhn | Reparationsplats, Kristinehamn                 |              |
| Rsuc | Reparationsplats, Sundsvall                    |              |
| Rös  | Reparationsplats, Östersund                    |              |
| Ttb  | Underhållsverkstad, Tillberga                  | TGOJ         |
| Tör  | Underhållsverkstad, Örebro                     | TGOJ         |
| Uhgl | Verkstaden, Hagalund                           |              |
| Vgä  | Verkstaden, Gävle                              |              |
| Vkva | Kalmar Verkstad                                |              |
| Vnvn | Underhållsverkstad, Notviken                   | SJ           |
| Vtm  | Underhållsverkstad, Malmö                      | TGOJ         |
| Vvns | Verkstaden, Vännäs                             |              |
| Våg  | Verkstaden, Ånge                               | Midwaggon AB |

## Historiska och vilande trafikplatsnamn
Detta är en lista med några historiska trafikplatsers signaturer. En asterisk vid banangivelsen anger att själva banan finns kvar på platsen och fortfarande används, även om trafikplatsen är avskaffad. Två asterisker vid banangivelsen anger att trafikplatsen finns kvar men går under annat namn.
| Sign | Namn                               | Bana                               |
| ---- | ---------------------------------- | ---------------------------------- |
| Bal  | Balingsta stn                      | UEJ                                |
| Bas  | Banskillnaden                      | Norra stambanan *                  |
| Bgta | Bengtsarvet                        | FRMJ/GDJ/Grycksbobanan *           |
| Bvg  | Bragevägen                         | SRJ, , SJ/39 drs Roslagsbanan      |
| Djf  | Djursholms Framnäsviken            | SRJ, SJ/39 drs Roslagsbanan        |
| Djs  | Djusholms Sveavägen                | SRJ, SJ/39 drs Roslagsbanan        |
| Ebo  | Edebo                              | RSJ, SRJ, SJ/39 drs                |
| Edb  | Edsbro                             | RSJ, SRJ, SJ/39 drs                |
| Ern  | Erken                              | RSJ, SRJ, SJ/39 drs                |
| Evg  | Eddavägen                          | SRJ, SJ/39 drs SL/Roslagsbanan     |
| Exf  | Experimentalfältet (Universitetet) | SRJ, SJ/39 drs **                  |
| Filö | Fisklösen                          | GDJ/Bergslagsbanan *               |
| Fkt  | Frescati                           | SRJ, SJ/39 drs SL/Roslagsbanan *   |
| Fta  | Finsta                             | LNJ, SRJ, SJ/39 drs                |
| Gem  | Germania                           | SRJ, SJ/39 drs SL/Roslagsbanan     |
| Gr   | Graversfors                        | Södra stambanan *                  |
| Grp  | Grindtorp (Täby centrum)           | SRJ, SJ/39 drs                     |
| Hoö  | Hosjö                              | GDJ/Bergslagsbanan *               |
| Hvö  | Häverödal                          | RSJ, SRJ, SJ/39 drs                |
| Kun  | Kundby                             | LNJ, SRJ, SJ/39 drs                |
| Lhd  | Linghed                            | DONJ                               |
| Liäv | Lillängsvägen                      | FRMJ/GDJ                           |
| Ln   | Långshyttan                        | BLJ                                |
| Ltbo | Lustebo                            | FRMJ/GDJ                           |
| Mla  | Malsta                             | LNJ, SRJ, SJ/39 drs                |
| Nab  | Navestabro stn                     | UEJ                                |
| Nt   | Norrtälje                          | LNJ, SRJ, SJ/39 drs                |
| Nyd  | Nydal                              | RSJ, SRJ, SJ/39 drs                |
| Rmb  | Rimbo                              | SRJ, LNJ, RSJ, SJ, SL/Roslagsbanan |
| Rtr  | Resauranten                        | SRJ, SJ, SL/Roslagsbanan           |
| Rö   | Rö                                 | SRJ, SL/Roslagsbanan               |
| Sd   | Stjärnsund (Stjernsund)            | BLJ                                |
| Sob  | Skebobruk                          | RSJ, SRJ, SJ/39 drs                |
| Srb  | Sättraby                           | RSJ, SRJ, SJ/39 drs                |
| Srbg | Sättraby grusgrop                  | RSJ, SRJ, SJ/39 drs                |
| Syn  | Synninge                           | LNJ, SRJ, SJ/39 drs                |
| Såm  | Sågmyra                            | FRMJ/GDJ                           |
| Såmy | Sågmyra yllefabrik                 | FRMJ/GDJ                           |
| Säb  | Slättberg                          | FRMJ/GDJ                           |
| Säf  | Skärfälten hpl                     | UEJ                                |
| Ung  | Ununge                             | RSJ, SRJ, SJ/39 drs                |
| Vgv  | Vikingavägen                       | SRJ, SJ, SL/Roslagsbanan           |
| Åbg  | Årbohedens grusgrop                | FRMJ/GDJ                           |
| Öbr  | Örsundsbro stn                     | UEJ                                |